# Óra (eszköz)
Az óra az idő mérésének és kijelzésének eszköze.

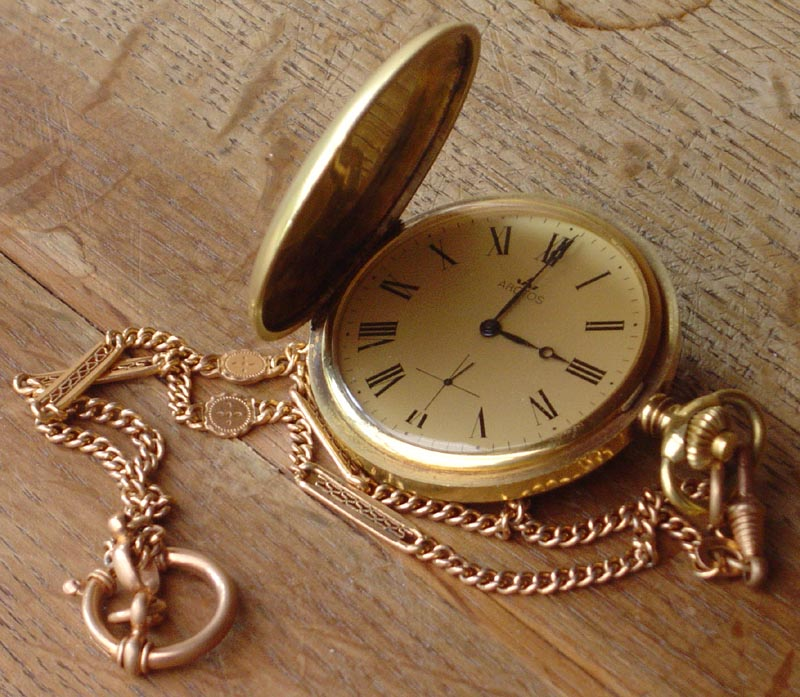
Zsebóra

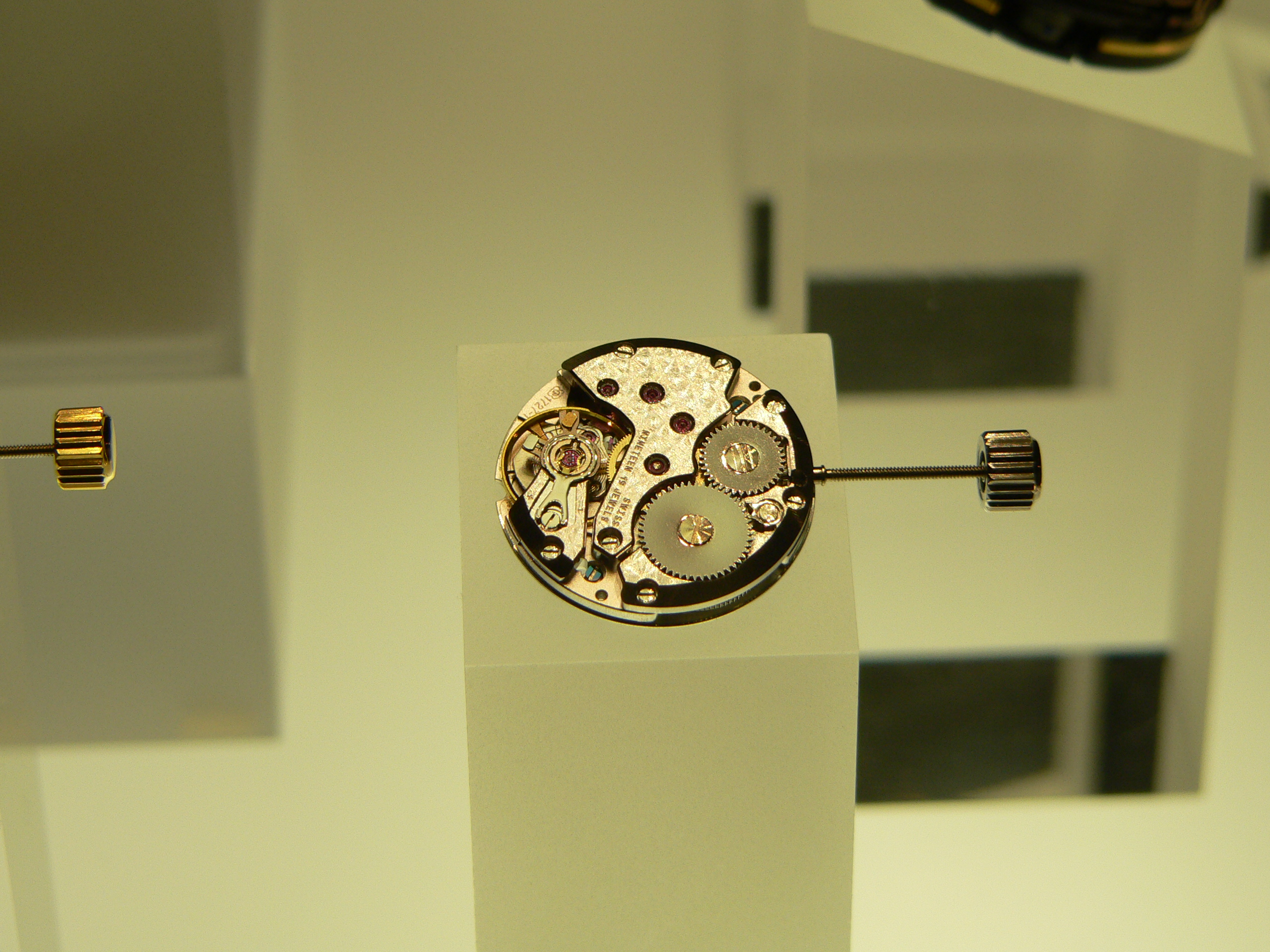
Zsebóra mechanikus szerkezete

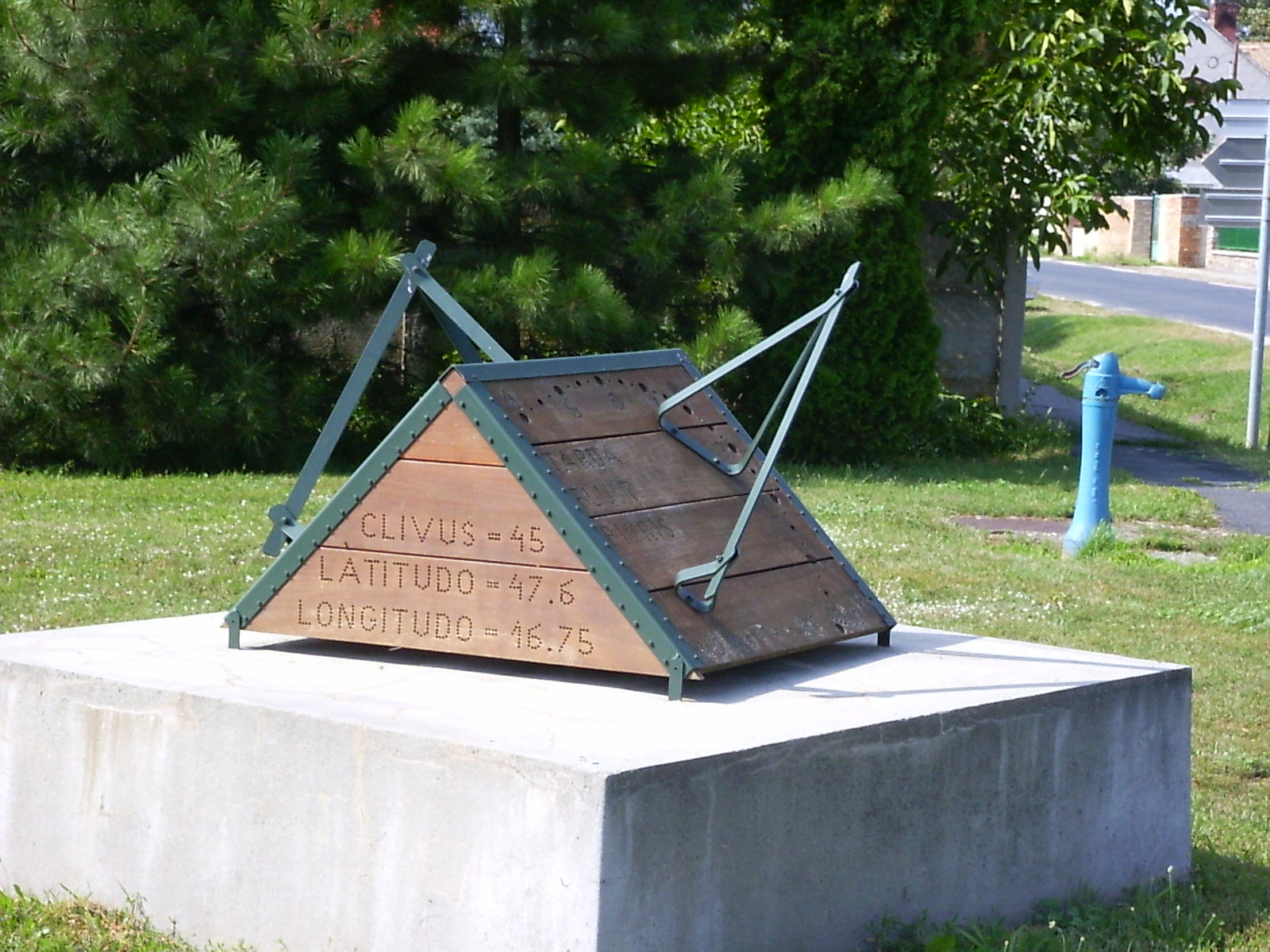
Napóra napjainkban

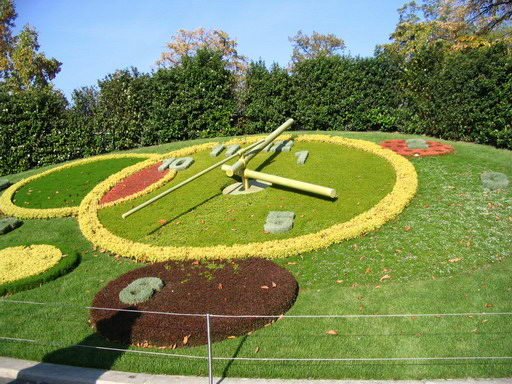
Genfi virágóra

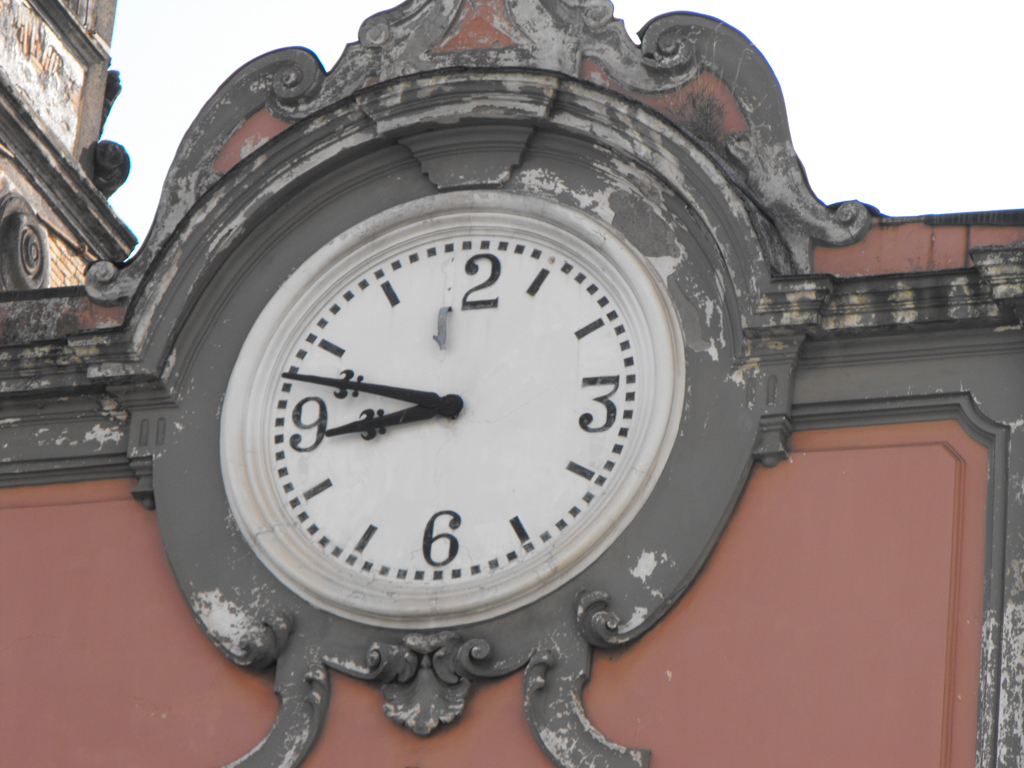
Óra

Időmérésünk ősidők óta a csillagászati jelenségekhez igazodott. A kezdeti időkben a Nap látszólagos járását figyelve alkották meg a napórát. A társadalom fejlődésével a városi élet, a közigazgatás, az igazságszolgáltatás, az üzleti élet és sok más feladat megkívánta az időmérés kifejlesztését. A napot – általában – 24 órára, az órát 60 percre, a percet 60 másodpercre osztották. Kialakultak az éjszaka is használható órák. A középkori városokban a toronyórák ütései jelezték az idő múlását. A legújabb korig a mechanikus szerkezetű óra jelezte az időt. Napjainkban a villamos-, a kvarc-, és az atomórák az időmérést nagyon pontossá tették. Az elmúlt években az interneten keresztül is lehetséges a pontos idő szolgáltatása. A tudósok kimutatták, hogy a Föld forgásideje változik. Ezért a pontos nap és óra hosszát újból meg kellett határozni atomfizikai alapon. A tudomány és a kézművesség fejlesztette az órát időmérő eszközzé.

## Csoportosítása
Az órák felosztása több szempontból lehetséges.
- Helyük szerint lehetnek: helyhez kötöttek (toronyórák) és mozgathatóak (zsebórák),
- Szerkezetük szerint készülnek: külső anyagok hatásait felhasználók (például homokot, vizet, tüzet), mechanikusak, elektromosak,
- Kijelzésük szerint: analógok, digitálisak,
- Hasznosságuk szerint: dísztárgyak (zenélőórák), tudományosak (planetáriumok, atomórák), helymeghatározáshoz szükségesek (kronométerek),
- Különlegesek (speciálisak: stopperek, parkolóórák).

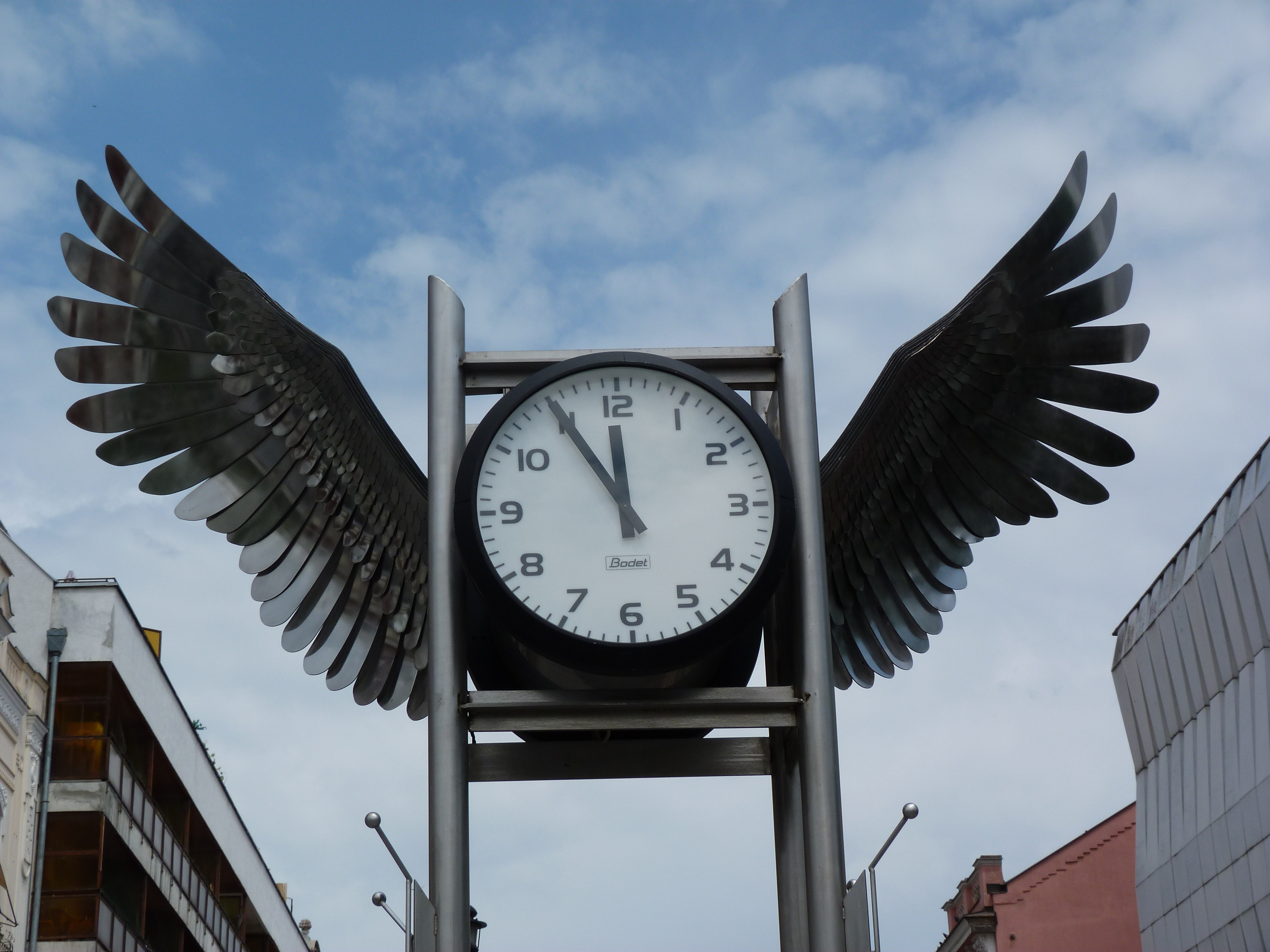
Szárnyas óra – Nyíregyháza

## Mobilitás szerint

### Helyhez kötött
Az első órák terjedelmük vagy fizikai paramétereik miatt helyhez kötöttek voltak. A külső anyagok hatásai sem tették lehetővé az órák elmozdítását. Az óraszerkezetek fejlődésével méretük egyre kisebb lett.

#### Toronyóra
A modern mechanikus toronyóra egy hosszú fejlődési korszakot zár le. A hengerkerékre csavart kötél végén leereszkedő súly forgásba hozza az egész kerékrendszert, amit az ingával vezérelt gátlómű szabályoz. Az utca embere szívesen tekinti meg a pontos időt a tornyokon lévő órákon. Napjainkban a legtöbb toronyórában villanymotor húzza fel a súlyt. Az ilyen óráknál gondoskodni kell megfelelő fogaskerék-áttételről, hogy húzás alatt is működjék az óra, mert egyébként az megáll.
- Néhány híres toronyóra:

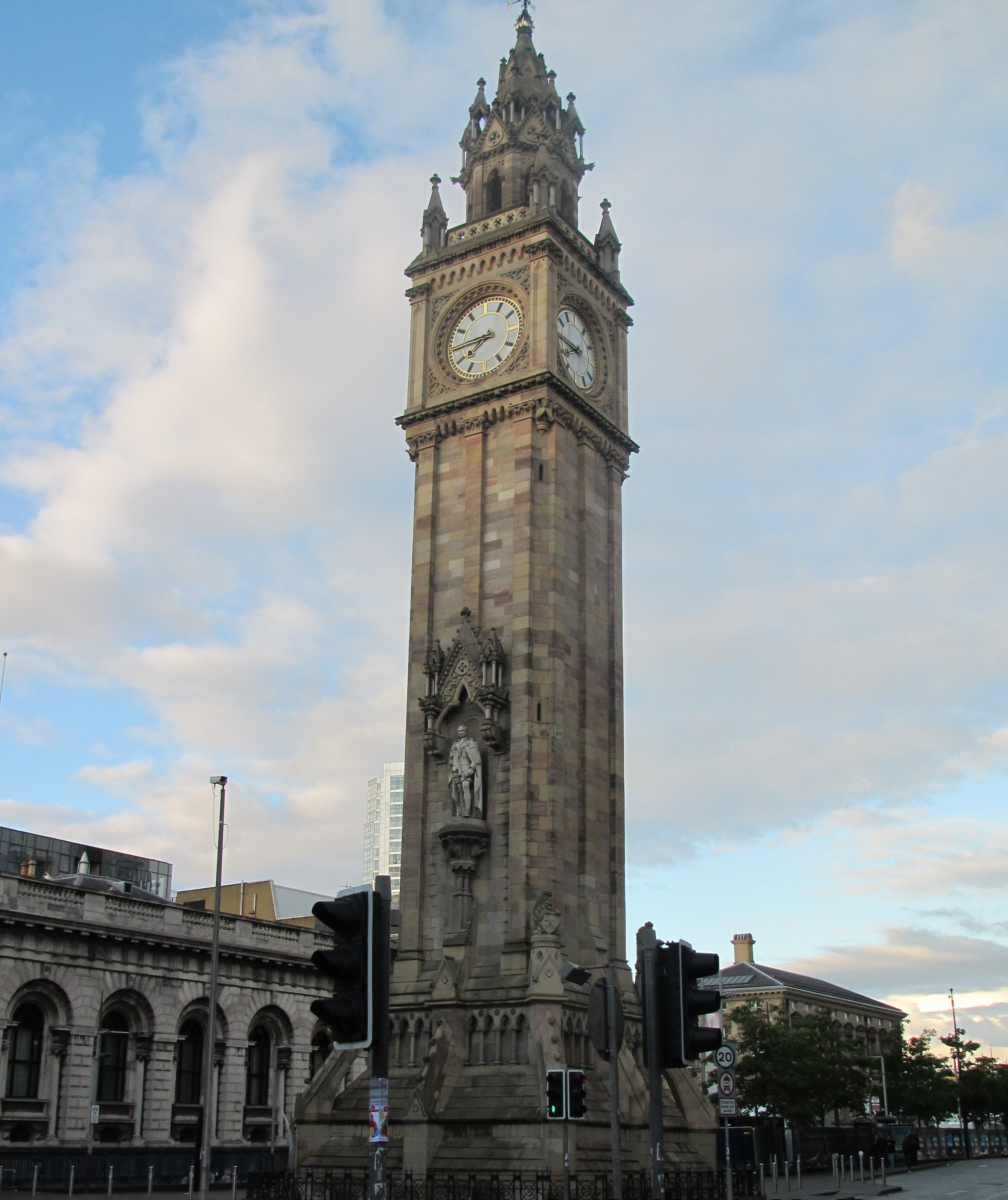
Belfast Albert torony
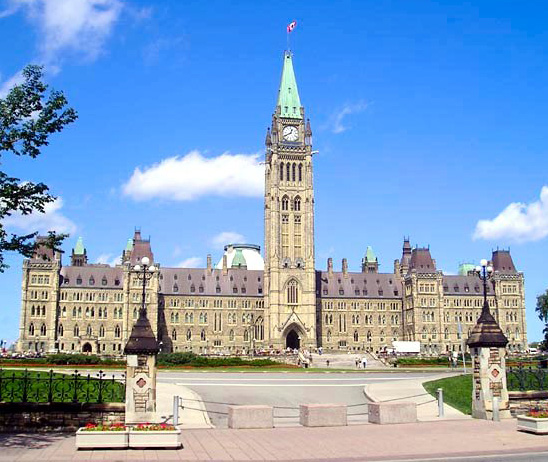
A kanadai parlament épülete
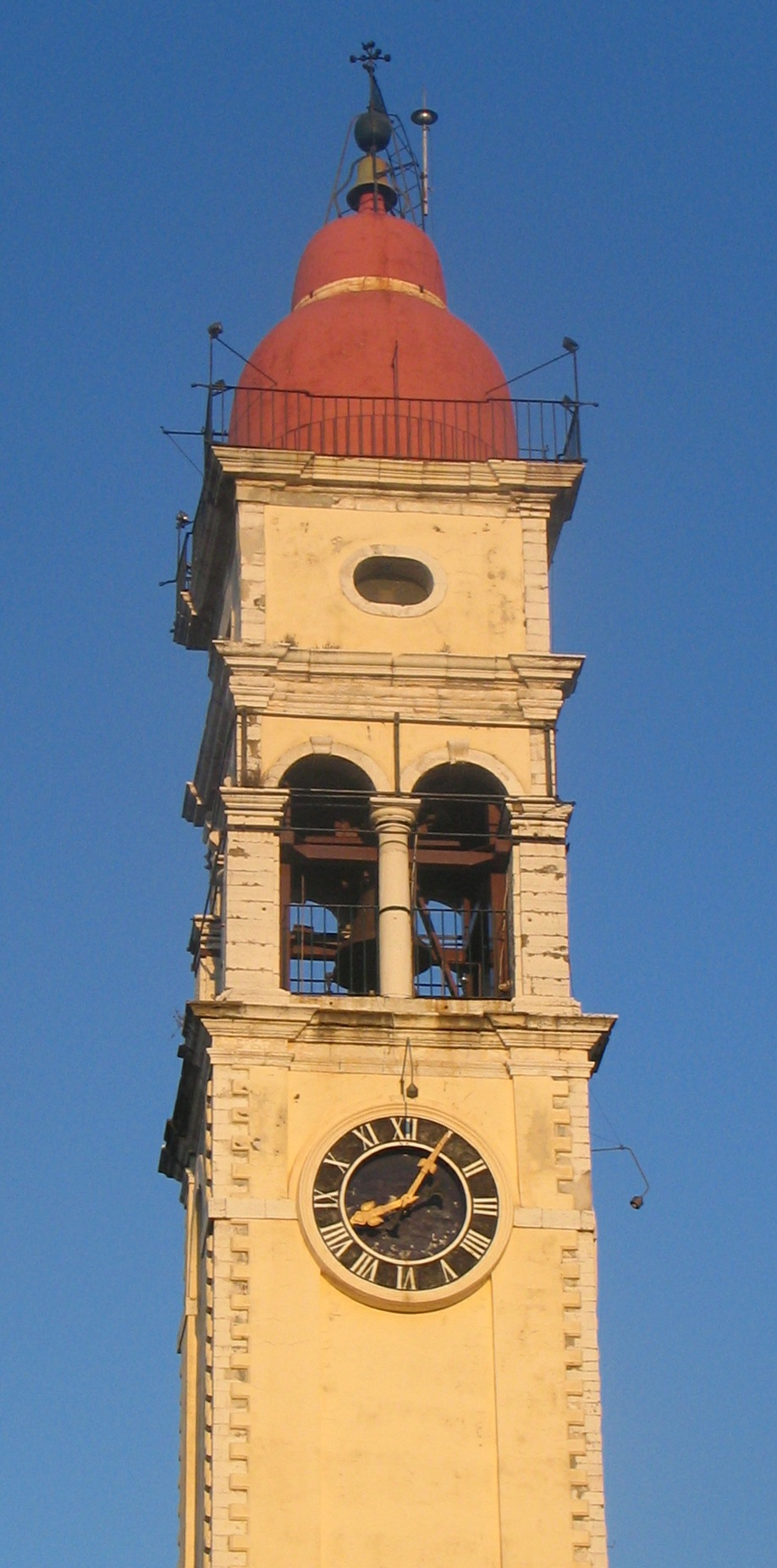
Harangtorony Korfun
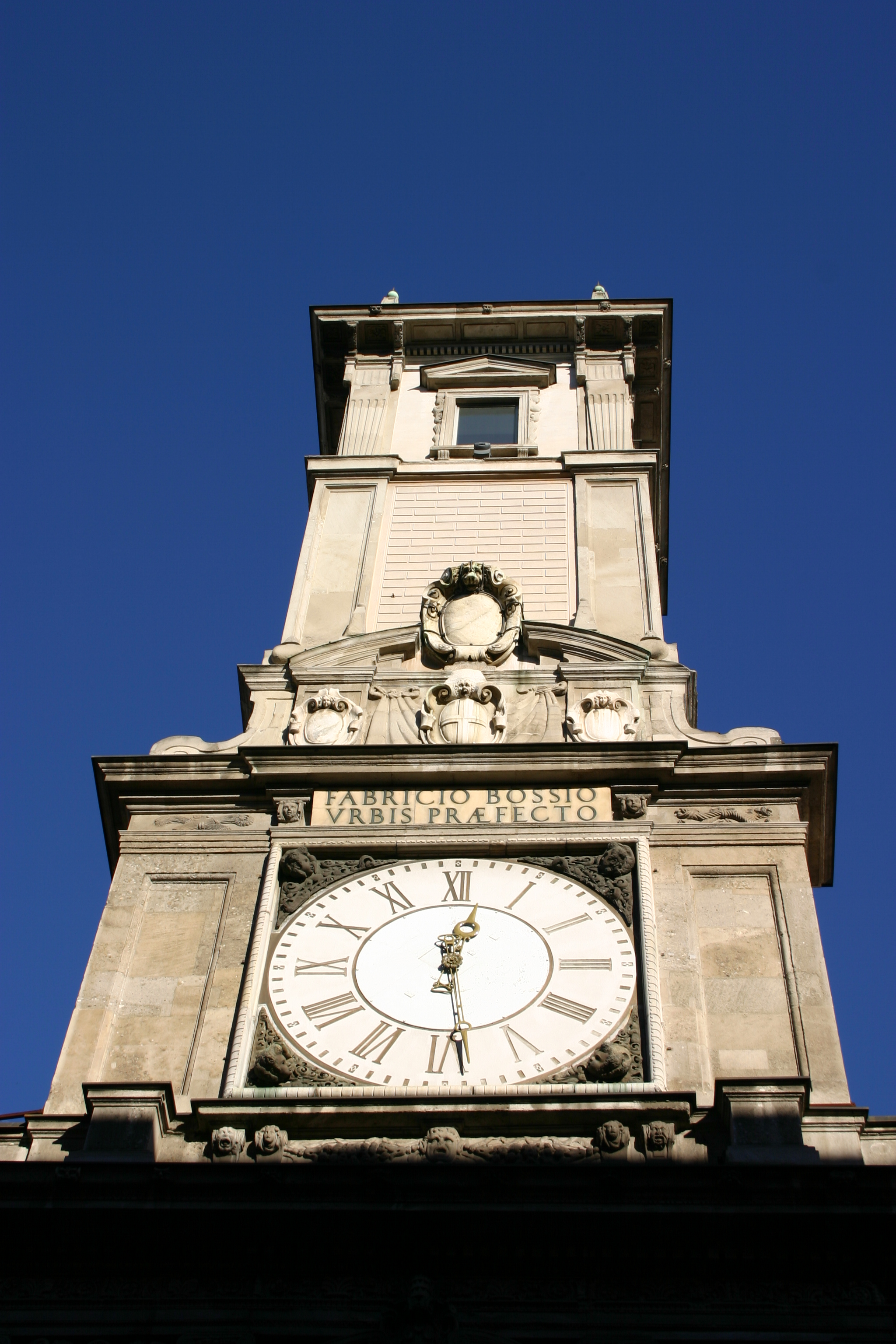
Milánó óratorony
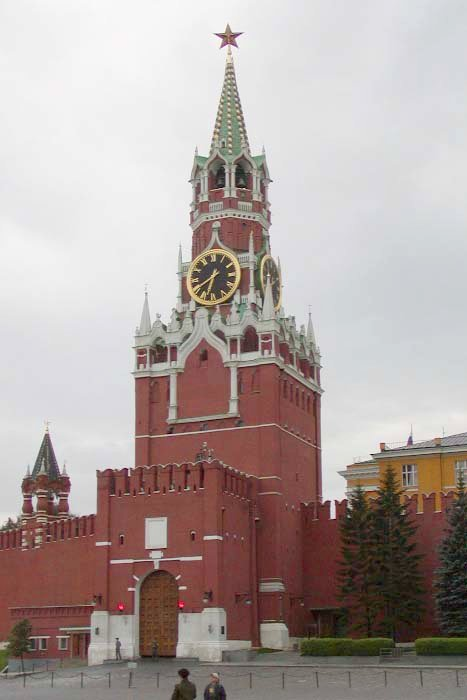
A Kreml (Moszkva: háttérben a Szpasszkij-torony)
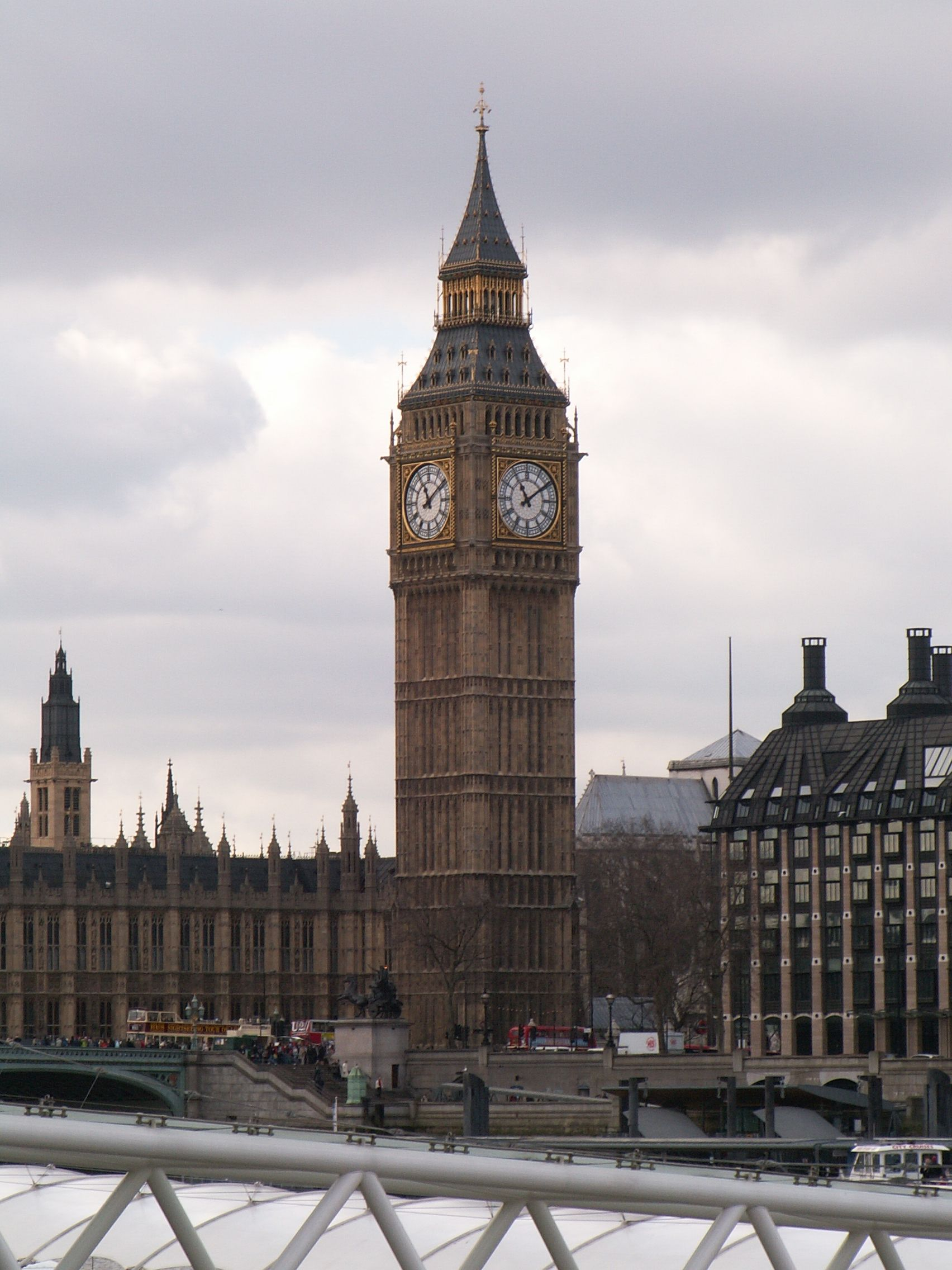
A Big Ben (London: a Westminster-palota óratornya)
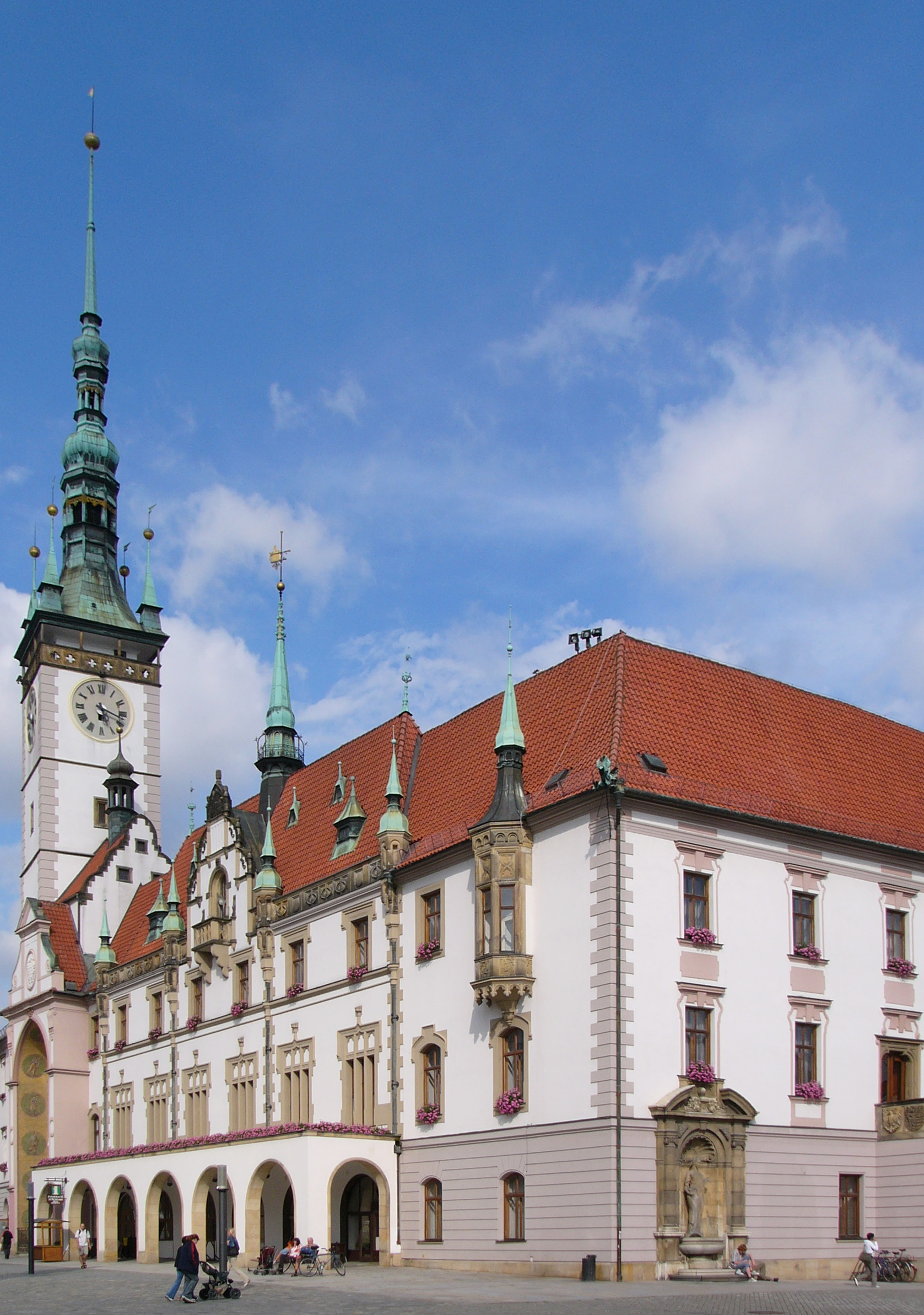
Olomouc óratorony, Csehország
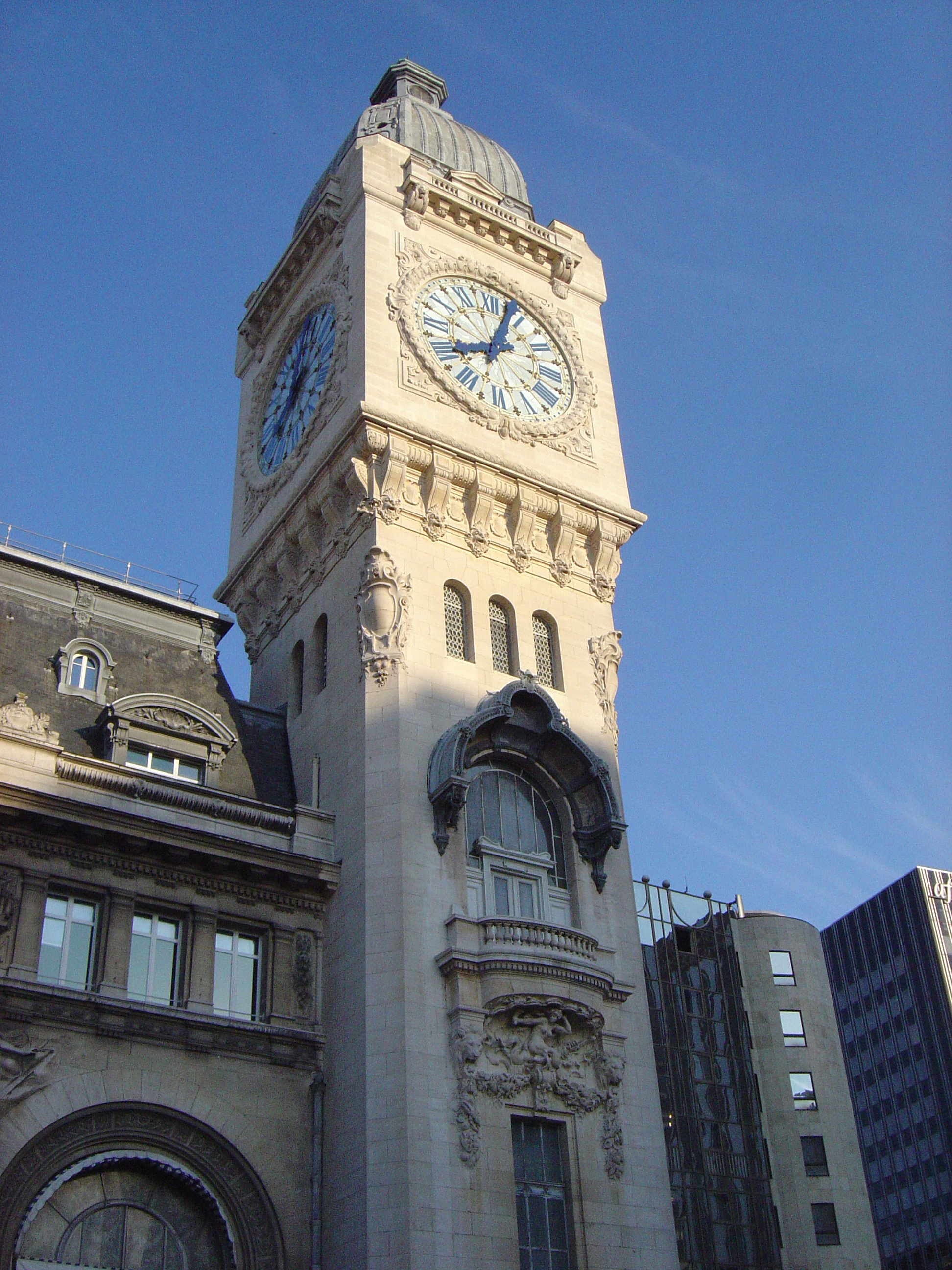
Párizs: a Gare de Lyon pályaudvar óratornya
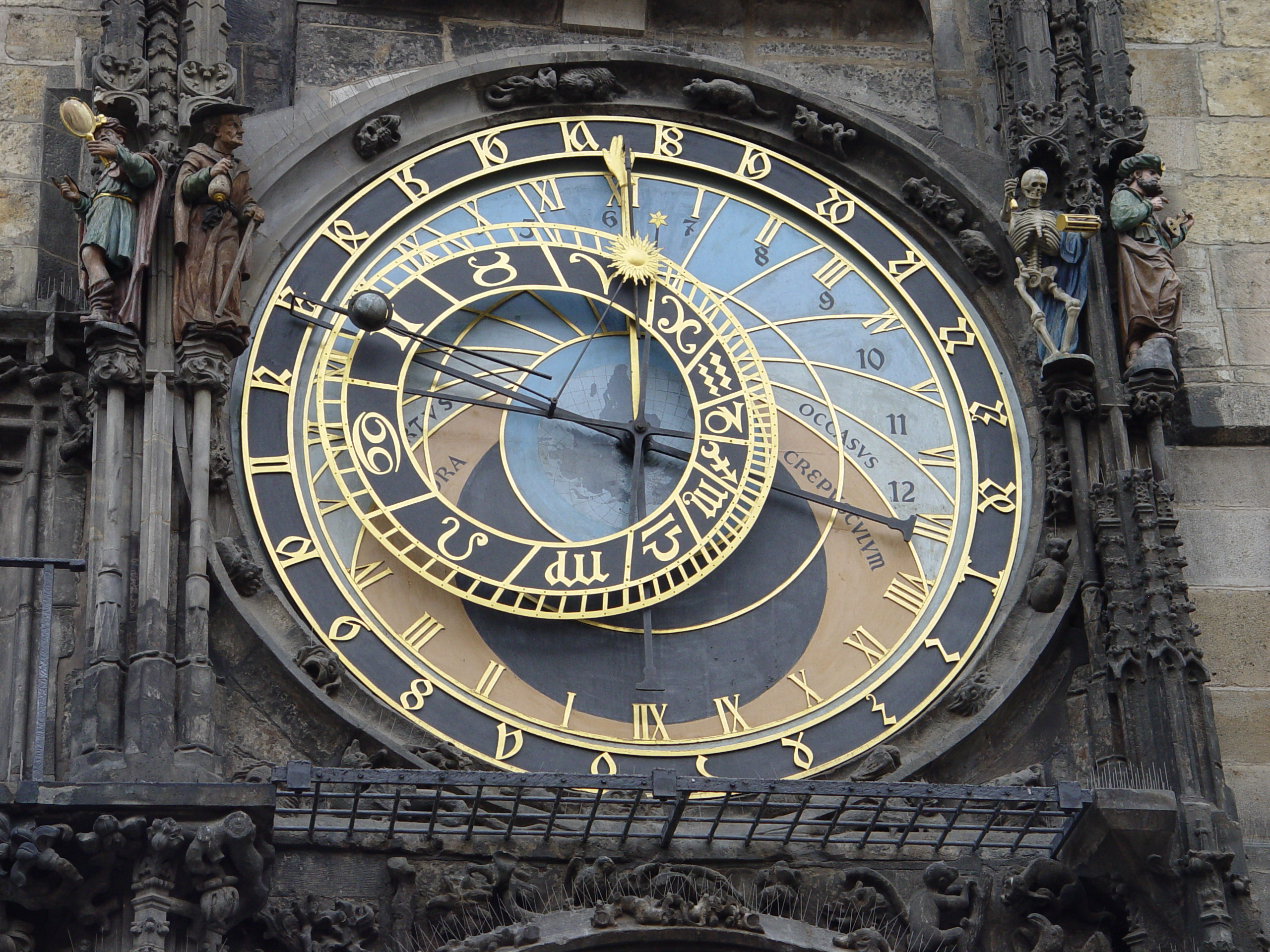
Az Orloj Prágában
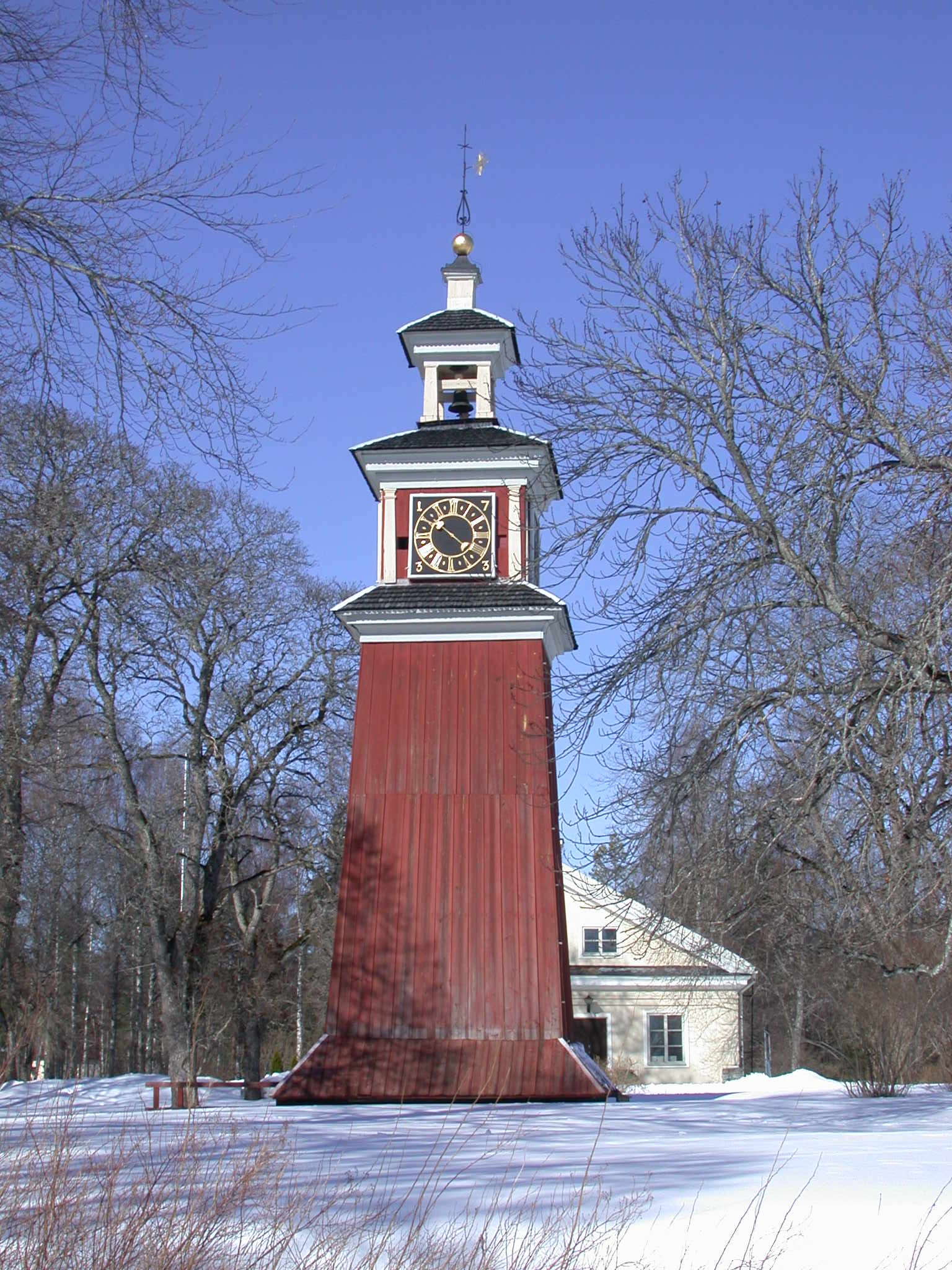
Sala (Svédország)
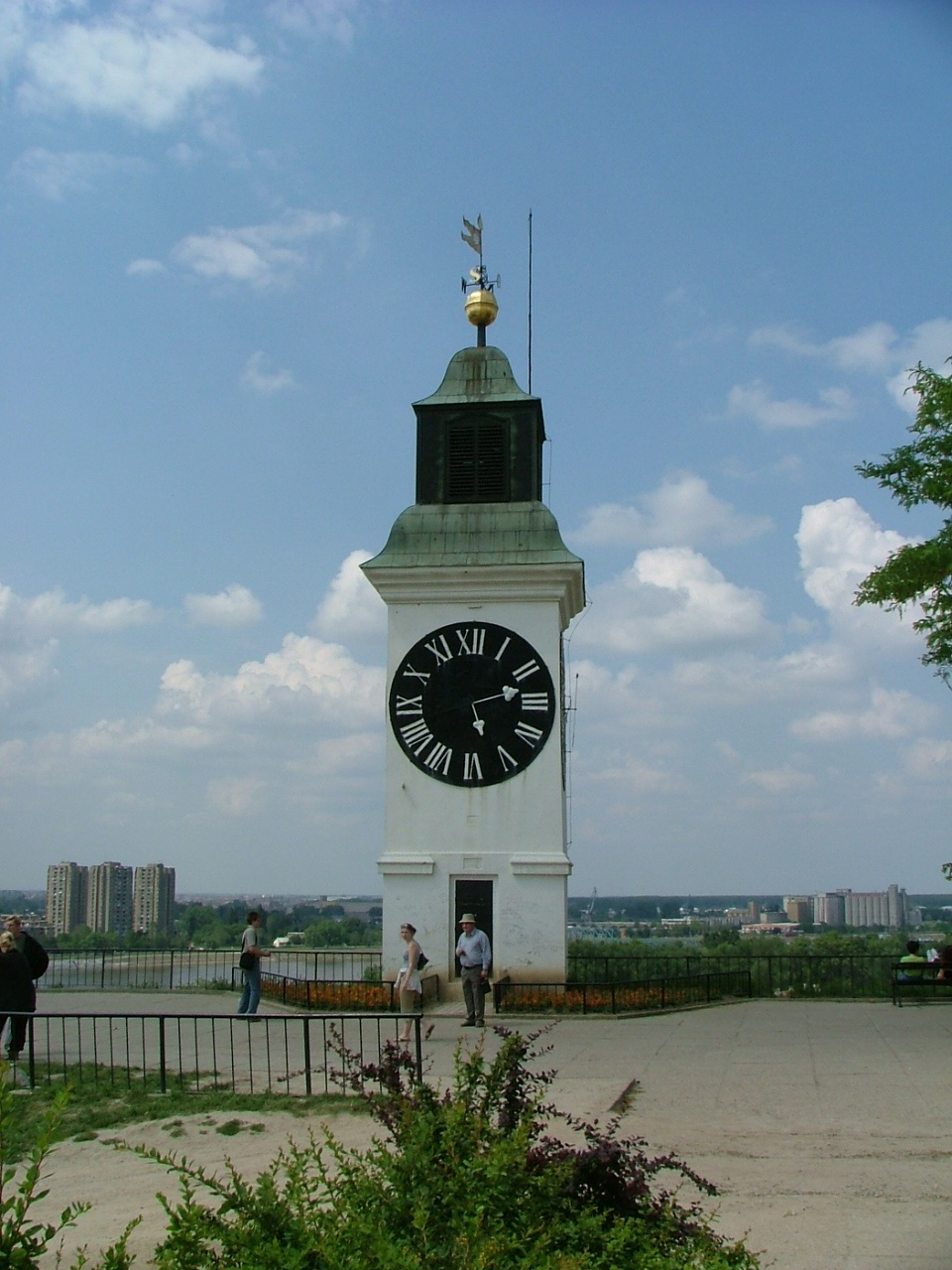
Fordított óra Péterváradon

Az Újvidék (Novi Sad) péterváradi városrészében a középkorban a törökök elleni védelmet szolgálta az erődítménye. Ma múzeum. A vár toronyórájának mutatói fordított nagyságúak. A nagymutató mutatja az órák múlását abból a célból, hogy a Dunán elhaladó hajók messziről láthassák a helyi időt.

### Mozgatható
Az óra feltalálása óta foglalkoznak azzal az ötlettel, hogy hordozható órákat készítsenek. Első változataik egyike a nürnbergi tojások vagy a francia orsó szerkezetű órák.

#### Zsebóra
Kerek, régi gyógyszeres dobozra emlékeztető alakú. Kívül díszes vésetűek, nehéz súlyú szerkezetek voltak. Peter Henlein volt az első készítője. Zseb helyett inkább tarisznyában volt hordozható. Gátlóműve foliuot-gátlást utánozó kanáljárat volt, ami disznósörtének ütközve vált simább járásúvá. A rugó egyenletes erőleadását csigamű könnyítette meg. A rugóház és a csiga finom lánc segítségével adta át az erőt a kerékműnek és tette egyenletessé a szerkezet működését. A felhúzókulcsot a csigatengely végére, a rugómagra helyezték. Az első híres zsebóra a 16. század elején készült Nürnberger Ei, azaz nürnbergi tojás. Az elnevezés nyelvbotlás eredménye, ugyanis a kicsiny órákat „Aeurlein”, vagyis „Ührlein”-nek nevezték, ami „Eierlein”-re torzult, s ez tojás(ocs)kát jelent.
- Zománcos óratok

Zománcos óratok rejtette a gazdagok számára készült zsebórákat. A nehézkes doboz alakú órák helyébe egyre kisebb, könnyebb, szebb ékszerórák léptek. A régi zsebórákon a számlapot nem fedte üveg, helyette órafedél volt. Ennek voltak praktikus okai is. Ugyanis úriember társaságban nem nézhette meg az óráját, mert az az unalom jele volt. Helyette a zsebébe nyúlva kitapinthatta a mutató (később már: mutatók) állását.
- Cilinderjáratú zsebóra

Elterjedése a zsebórákat egyre olcsóbbá tette. A cilinderkerék keményacélból való készítése dolgozott össze a gátkerékkel. A Graham által készített horgony anker járat pontosabbá, a később kidolgozott pecekjárat pedig olcsó tömegcikké tette az órákat. A zsebórák tömeges elterjedését a vonatforgalom megindulása tette szükségessé. Az órakulcsokat is nagy gonddal díszítették. Nicolaus Fatio feltalálta a drágakő csapágyat. Észrevette, hogy ha egy puhább anyag kemény üvegbe vagy drágakőbe fúrt lyukban forog, a súrlódás csökken.
- Önfelhúzó óra

A 20. században terjedt el. A szerkezetben lengő platina vagy arany nehezék elmozdulása húzza fel a motorrugót. Karóráknál a felhúzást a kar, illetve a kéz mozgása eredményezi.

## Szerkezet szerint

### Külső anyagok hatásait kihasználók

#### Napóra

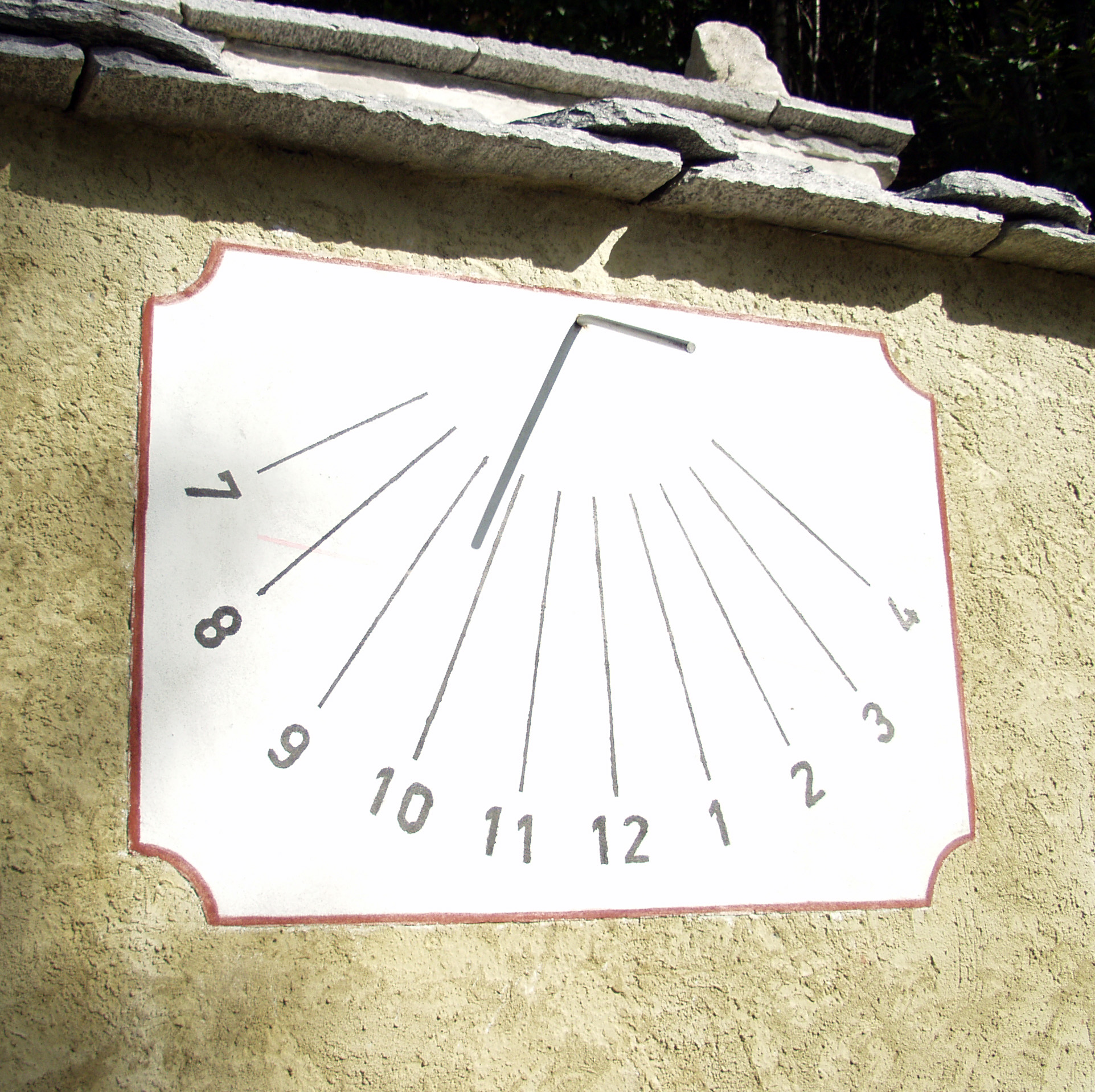
Fali napóra

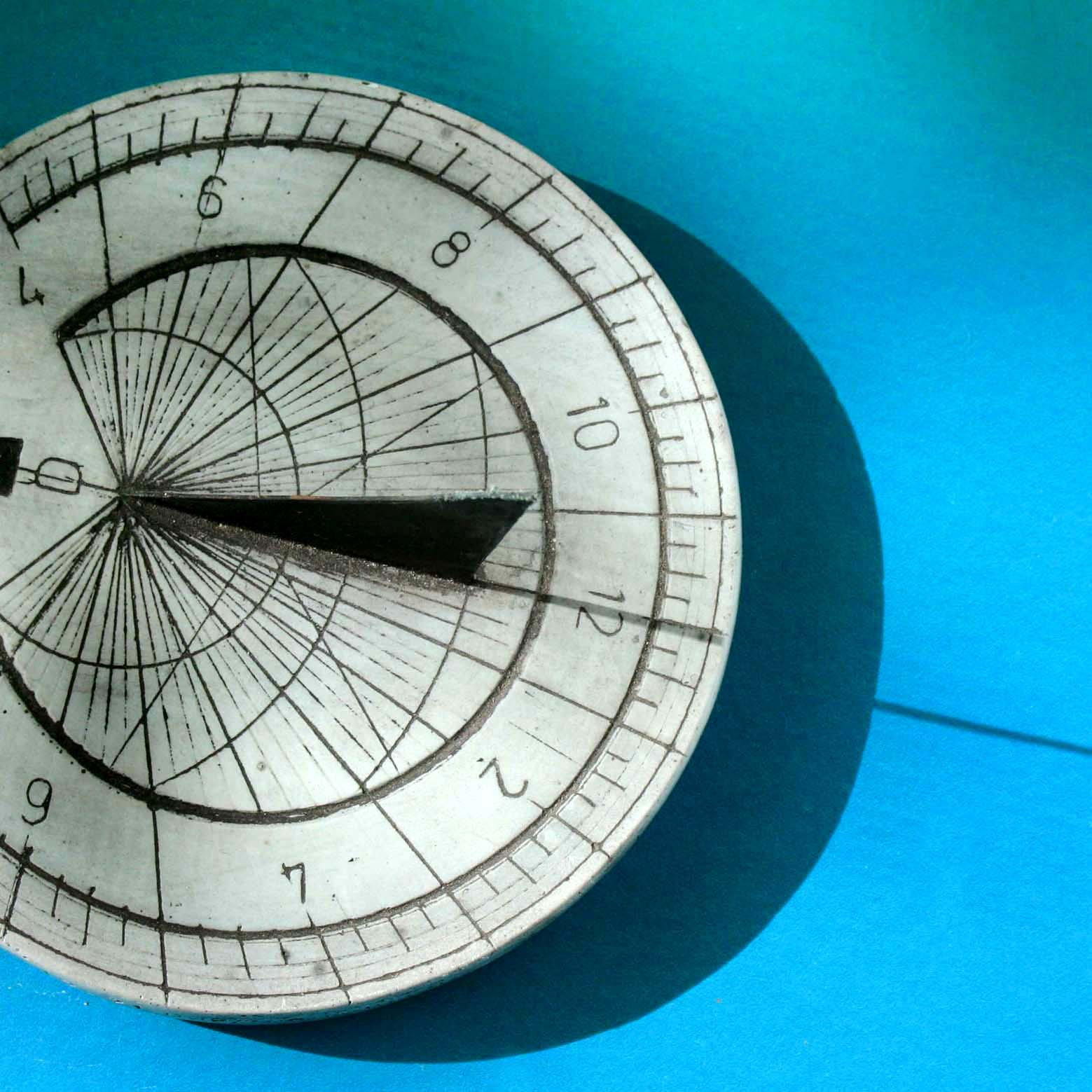
asztali napóra, a mindenkori tájolás, és helymeghatározás szükséges volt használatához

Fali napórákat régi templomok, kastélyok, kolostorok falán ma is láthatunk. Árnyékvető pálcájukat a felállítás helyének földrajzi szélességéhez igazítják. Újabban modern lakótelepeken is enyhíti a kőrengeteg egyhangúságát. Omár Khajjám perzsa költő és csillagász 1080 környékén napóra segítségével dolgozta ki az új iszlám naptárt.
Hordozható napórákat már az egyiptomiak is készítettek. Fából faragott kb. T alakú, eszközük felső részének árnyéka a hosszabb nyúlványra esett, s az odavésett (általában római számokon) jelezte az időt. Zsebműszerként is készítették. Ezek iparművészeti munkák voltak. A kinyitható doboz egyik oldalán volt a számlap, a másik oldalon a kinyúló pálca árnyéka vetette rá az időt.
Az úgynevezett napgyűrű egy szélesebb fémszalag gyűrűvé alakítva. Az órák, a percek jelölése a belső felületén vannak. A gyűrű nyílásán beeső napsugár végighalad az osztásokon. Láncra függesztve használták. Ilyen típusú napórát Egerben, a volt Líceum régi csillagvizsgálójában találunk.

#### Hold- és csillagóra
A Hold sokféle mozgást végez, ezért a holdfény árnyékának időmérésre való felhasználása rendkívül körülményes. A holdórák használata nem terjedt el.
Az asztrolábium csillagászati mérésekre csillagóraként is használható műszernek készült. Elmozdítható körök, mutatók, irányzórések, az égitestek megcélzását segítő alkatrészek segítségével nemcsak az éjszakai órákat tudták meghatározni, hanem a delelő Napnak a zenittől való távolságát is, ami a földrajzi szélesség meghatározását lehetővé tette. Az arab világban jól ismerték az asztrolábiumot, a hajózásban, a tudósok vizsgálódásaiban később is nagy szerepet játszott.

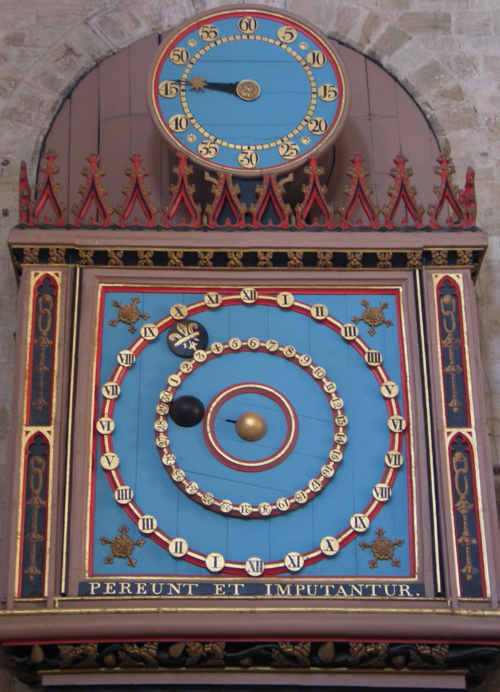
Csillagászati óra

A Csillagórák az állócsillagok látszólagos mozgásának megfigyelésén alapulnak. Az állócsillagok akkor delelnek, ha arra a képzeletbeli vonalra jutnak, amely északról délre haladva fejünk felett az égboltot két részre osztja. A tavaszpont két delelése között eltelt idő a csillagnap (23 óra, 56 perc és 4 másodperc ). Oka, hogy Földünk nemcsak saját tengelye körül forog, hanem kering is a Nap körül. Apiaus 16. századi csillagász Kozmográfia és műszertan című művében leírta a csillagórát. "Függőleges síkban tartott körfűrészszerű korongon lévő beosztás és irányzóléc segítségével a Sarkcsillag és a körülötte látszólag keringő cirkumpoláris csillagok megirányzásával az időpontot meg tudta állapítani."

#### Vízóra
Lásd bővebben a vízóra című szócikkben.

#### Homokóra
Lásd bővebben a Homokóra című szócikkben.

#### Tűzóra (vagy gyertyaóra)

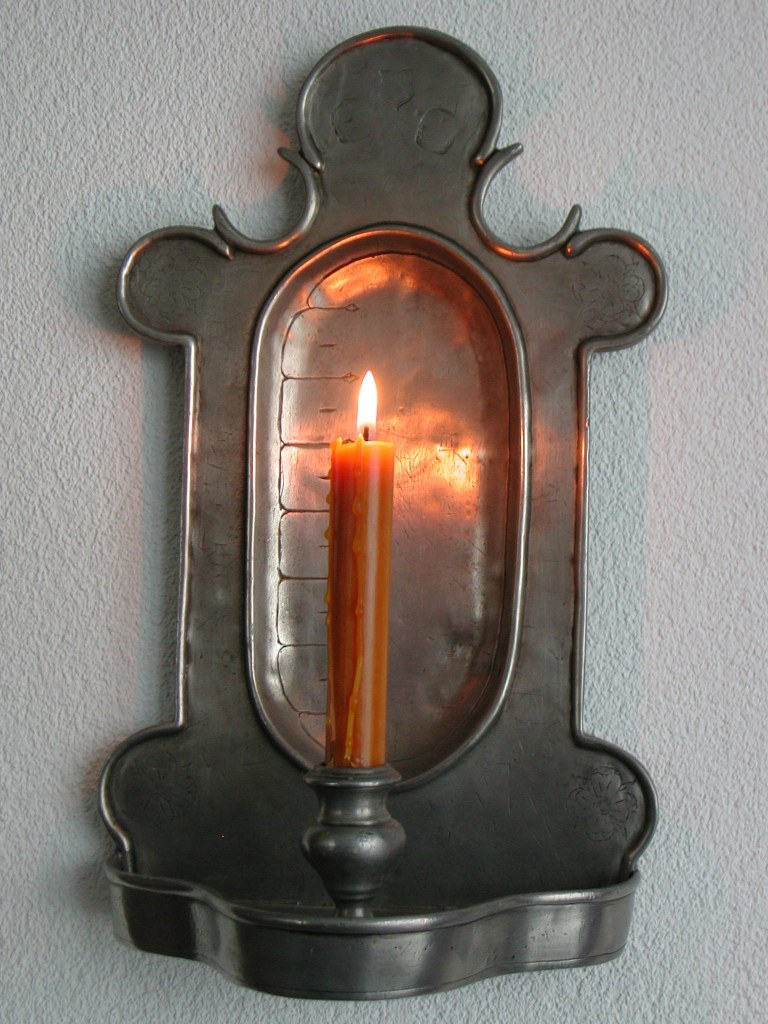
Gyertyaóra

A gyertyaóra régi találmány. A középkori kolostorokban az éjszaka múlását mérték vele. Egy gyertyányi idő telt el, mondták. Ha pedig a virrasztó barát elbóbiskolt, az a körmére égett. A félórákat jelző tűzóra ugyancsak gyertyával működött, de nem a gyertya rövidülését figyelték, hanem a gyertyafény vízszintes lécre esett, és ahogy a gyertya lefelé égett, a fénye továbbkúszott a lécen. Olajlámpák is voltak, amelyekben az olajszint süllyedése jelezte az idő múlását.
Tűz-illat óra. Lazán sodrott, salétrom oldattal átitatott zsinóron a parázs egyenletes sebességgel kúszik lefelé. A kúszás sebességét ismerve, csomókat kötöttek a zsinórra, és a csomókat különböző illatszerekbe áztatták. Ahogy a parázs a csomóhoz ért, az elpárolgó vagy égő illatszer jellegzetes szagot árasztott. A terjengő illat minden órára jellemző volt, s az illatról lehetett megtudni, hány óra van.

### Mechanikusak

#### Kerekes óra

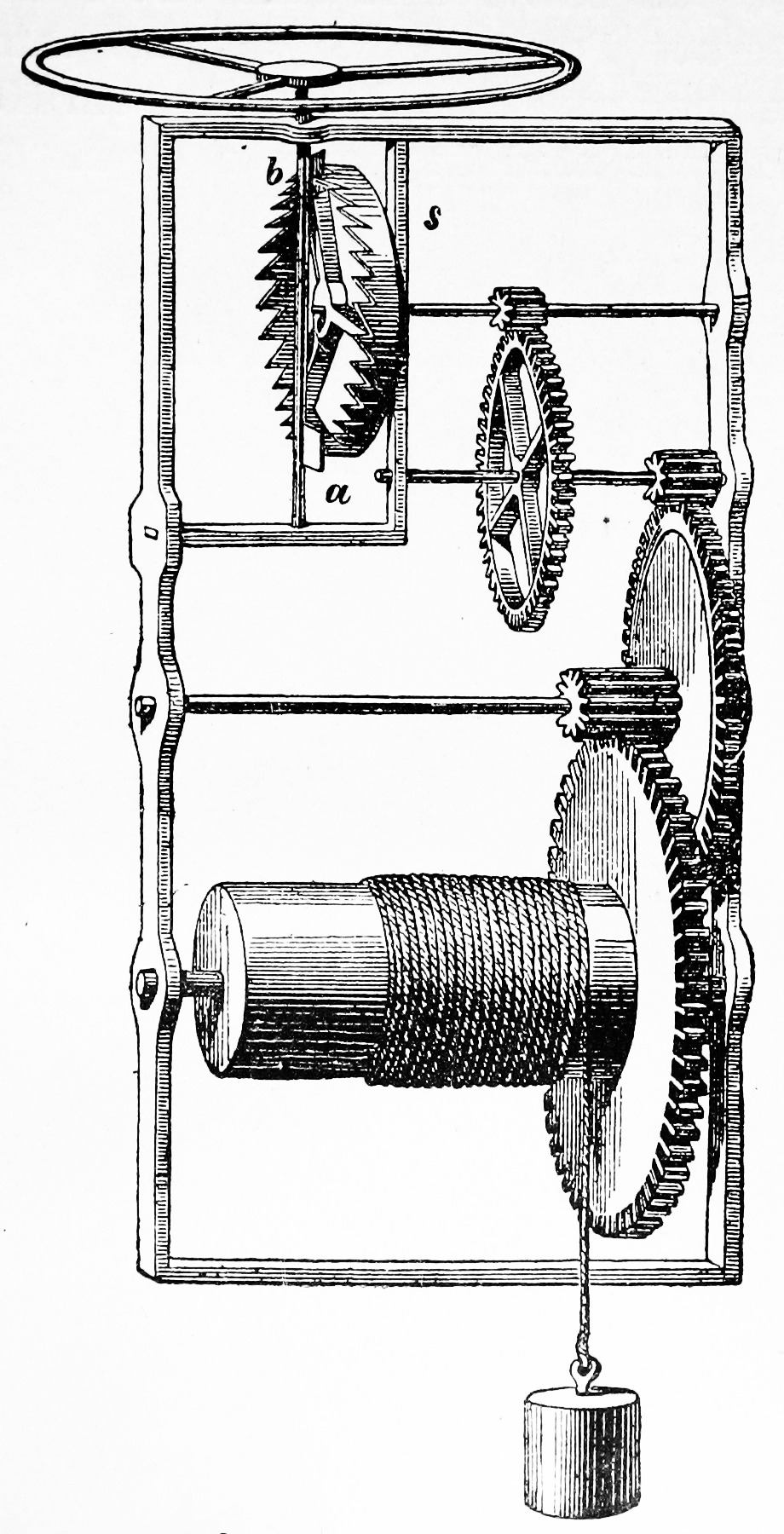
Gátlómű ábrája

Kötélgátlású óra. A legrégebbi ismert mechanikus szerkezetet 1240-ben Villard de Honnecourt francia építész rajzolta le vázlatkönyvébe. Hengerkerékre csavart kötele súlyt húzott. Az így forgatott kereket a küllői között áthúzott kötél rugalmasan fokról fokra fékezte (vö. a kerekes kút elvével). A görögök, kínaiak vízóráiban is forogtak kerekek, de közmegegyezés alapján, azok az órák a kerekes órák, amelyeknek gátlóművük van. A gátlómű olyan szerkezet, ami a súly vagy rugó által forgatott kerékrendszer forgását ütemesen szabályozza, lassítja.
A háztartásokban is használható órák a XVI. században kezdtek el terjedni

#### Ütőórák
Az órákat és törtrészeiket (a negyedórákat, félórákat) ezek az órák ütéssel jelzik. A legelső ütőóráknak még számlapjuk sem volt. A legrégibb 1253-ból való, amikor a chartresi székesegyház tornyába helyezték el az ütőműves órát. Leglátványosabb Velencében a „Mórok” elnevezésű ütőóra.

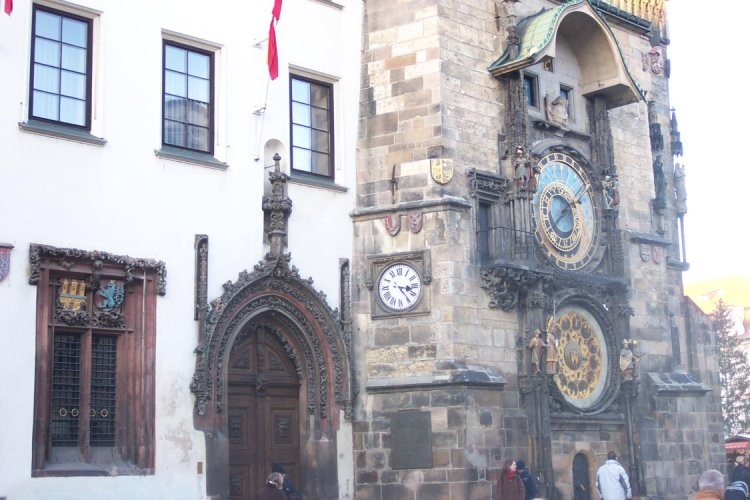
Orloj (Prága, a városháza fala)

Lásd az egyik leghíresebb csillagászati óráról szóló cikket a prágai Orloj alatt.

#### Csillagászati óra
A strasbourgi katedrálisnak világhírű nevezetessége a csillagászati óra. Az óriási óraműről sok könyvet írtak. A város püspöke 1352-ben rendelte meg a leégett templom órájának pótlására. A mai látvány Jean-Baptiste Schwilgue-nek köszönhető.
Megjelenése: December 31-én éjfélkor, amikor az újesztendőre fordul a naptár, figurák játsszák el az emberi életet. Kisgyerek jelenik meg az első negyedkor, erőteljes ifjú félkor, háromnegyedkor javakorabeli férfi, egész órakor aggastyán botorkál elő, közvetlenül mögötte a halál kaszás alakja tűnik fel.

#### Ingaóra

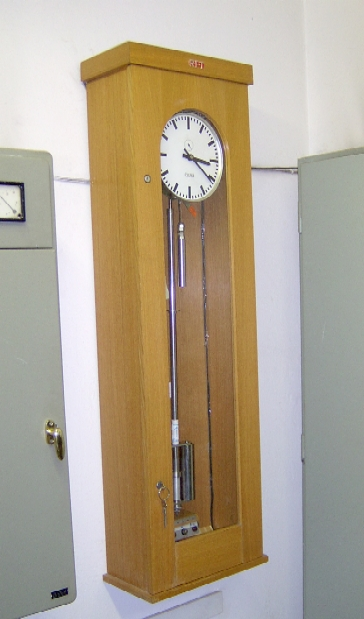
Ingaóra

Galileo Galilei korában (1564-1642) az órakészítést már iparként űzték. Az óraműveket mechanikai úton állították elő. Az óra időmérő műszerré Galilei munkája nyomán fejlődött. A kerékgátlás akkoriban csak pontatlan járást tett lehetővé. Galilei tanulmányozta a szabadesést és az inga lengését. Megállapította az izokronizmust, azaz hogy akár kisebb, akár nagyobb az inga lengése, a lengésidő mindig ugyanaz marad (bizonyos határokon belül). Tervrajzait csak halála után valósították meg. Huygens holland fizikus és csillagász 1657-ben szabadalmaztatott órájában a függőleges síkban elforduló gátkerék, a fent vízszintes síkban elforduló koronakerék, továbbá az orsó, rajta a gátkerékbe kapaszkodó karmokkal, több száz évre meghatározták az ingaóra szerkesztési elveit. A hajszálrugós billegő ugyancsak Huygens találmánya. Ne feledjük, az órát a rugó működteti, a többi alkatrész csak szabályoz! Ezzel megoldódott a hordozható órák problémája. Az ide-oda perdülő kerék mozgását simává, rugalmassá teszi. A hajszálrugós billegő órás szaknyelv szerint a balansz. Az álló, kandalló ingaórák egyben szobadíszek is.
- Kúpingás óra. A kúpingás óra fonalra erősített nehezékkel, mint ingával működik. Az inga körbejár, fonala kúppalástot ír le, miközben mozgatja az orsó karmait, amellyel a gátkerékbe akad. Mivel folyamatosan egyenletesen forog körbe, ketyegő hang nagyon halkan hallatszik. Napjainkban papírszalagra író műszerórákban alkalmazzák. A légnyomásváltozásokat leíró barográfok szalagtovábbító óraművét ilyen kúpingás óramű hajtja.
- Hajóóra. Huygens hajóórája is egy speciális ingaóra volt. Súlyos ólomlencse kettős fonálra felfüggesztve végzi a mozgást. A nagyobb hullámzás okozta bólogatás ingás kiegyenlítésére tengelyes felfüggesztést alkalmazott. Tengeri használatra erős tekercsrugót épített óráiba. Az órával a földrajzi hosszúságot, és ezáltal a hajók helyzetét pontosabban lehetett meghatározni, mint az akkor szokásos navigálással. A hajóórát 50 kg tömegű ólomnehezék tartotta mindig függőlegesen.

Később John Harrison (1693-1776) egész életében dolgozott a tengerészeti kronométerein, amelyekkel végül is elnyerte a király által a pontos helymeghatározásra kiírt jutalmat. Az óra és táblázatok segítségével, ha látszott valamely égitest, meghatározható volt a földrajzi helyzet. A negyedik zsebóramérető eszközt (H4) egészen a GPS koráig használták, annyira pontos és megbízható volt.
Egyszerűbben az északi féltekén a Sarkcsillag horizont fölötti magasságából közvetlenül megkaphatjuk azt, hogy melyik szélességi körön vagyunk, a helyi dél és a greenwichi idő eltéréséből pedig azt, hogy melyik hosszúsági körön vagyunk. Csillagászati táblázatokból bármelyik két bolygó közötti szögből, vagy nagyjából déli észleléssel, de a mérés pontos idejének rögzítésével a nap horizont fölötti magasságából kiszámolható volt az aktuális helyzet.
A hajóórákat általában kardánfelfüggesztéssel dobozban tárolták, a mérésekhez a hajóórához igazított zsebkronométert használtak. Régen a greenwichi obszervatórium egy kosár ejtésével jelezte a delet a hajósok számára, a kronométereket ehhez igazították. Találkozó hajók egyeztették az óráikat (a jelzett eltéréseket naplóban rögzítették, nem nyúltak az óraműhöz). A rádióadások elterjedésével (1910-es évek) a pontos idő jelzése segítette a hajósokat.
A GPS (Global Positions Systems) műholdas helymeghatározó műholdjai ma folyamatosan impulzusokat sugároznak a Földre, ezekből a pontos idő, és egyidejűleg négy vagy több műhold észlelése esetén a pontos hely is meghatározható. A GPS rendszer lelke két cézium atomóra.

#### Planetárium-óra
A bolygóvilág tagjainak helyzetét mutatja meg. Már az ókorban is készítettek bolygómozgásokat szemléltető szerkezeteket. Huygens is készített óraműves planetáriumot. Ma a leideni Boerhaave Múzeumban látható. Számlapján középen a Napot jelző korong, és körülötte a keringő bolygók golyócskái mozognak.

### Elektromosak

#### Elektromos órák

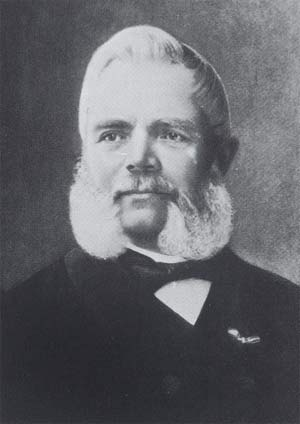
Antoni Patek, a róla elnevezett gyár alapítója

Az elektromos meghajtású mechanikus karóra általában gombelem áramával működik. Elektromágnesek által keltett mágneses mezőben az anker (= horgony) elfordul, az áram kikapcsolódásakor egy hajszálrugó hatására visszaperdül. Az árammegszakítót az anker működteti. Az egyenletes ide-oda perdülést hajszálrugóval összeműködő balansz biztosítja. A villamos órában a balansz tehát nem gátol, hanem hajt. A kevesebb mozgó alkatrész miatt szerkezete egyszerű.
- napfényelemes óra A napfényelemes órák lapján napelemek sorakoznak. Néhány órás megvilágítás akkumulátort tölt fel, amivel az óra akár több hónapig sötétben is jár.
- Hangvillaóra. Max Hetzel találta fel a hangvillával működő órát. A hangvilla rezgésszáma szigorúan meghatározott és állandó. Az Accutron órában egy 20 mm hosszú hangvilla másodperenként 360 rezgést végez, amit egy hozzácsatlakozó kilincsmű visz a fogaskerékrendszerre és a mutatókra. Pontossága és egyszerűsége miatt verhetetlennek tartották. Az első amerikai mesterséges holdak vezérlőkészülékét Accutron óra szabályozta. Karrierjének a kvarcóra vetett véget.

#### Kvarcóra

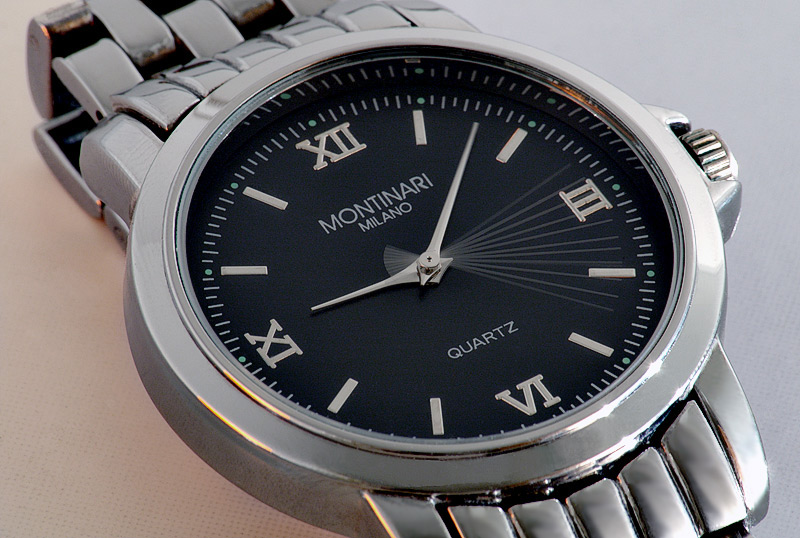
Kvarcóra, analóg számlappal

A kvarcóra olcsósága miatt hihetetlen gyorsasággal terjedt el és a hagyományos mechanikus szerkezeteket egyre inkább kiszorítja. Az európai óraipar megkésve reagált az amerikai tőkével létrejött kelet-ázsiai üzemek dömpingjére. Ma Európában inkább a precíziós kivitelre, finom kidolgozásra fordítanak gondot.
Működése a piezoelektromosság jelenségén alapul. A kvarckristály hossztengelye irányában megnyomva vagy széthúzva elektromos jelenséget mutat. Elektromosság hatására rezegni kezd, rezgésszáma állandó, ezért időmérésre használható. Az első kvarcórát 1934-ben Berlinben mutatták be. Már ennek napi hibája is csak 0,1 másodperc volt. Az első kvarcórák terjedelmes, szoba nagyságú berendezések voltak. Kvarcórával mutatták ki, hogy Földünk nem forog egyenletesen. Az integrált áramkörök és általában a mikroelektronika rohamos fejlődése következtében a kvarcórák szerkezetének mérete drasztikusan lecsökkent, így vált lehetővé a kvarckristállyal működő karórák előállítása (amiben az óraelektronika csak kis helyet foglal el). Az első kvarc karórát a Seiko mutatta be 1969-ben.

#### Atom- és molekulaóra
Az erről szóló szócikk az atomóra cím alatt olvasható.
- lézeróra is létezik. Először Nyikolaj Bászov szovjet Nobel-díjas fizikus készített ilyet. Órája egymillió év alatt a másodperc törtrészéig siethet vagy késhet.

## Különlegesek

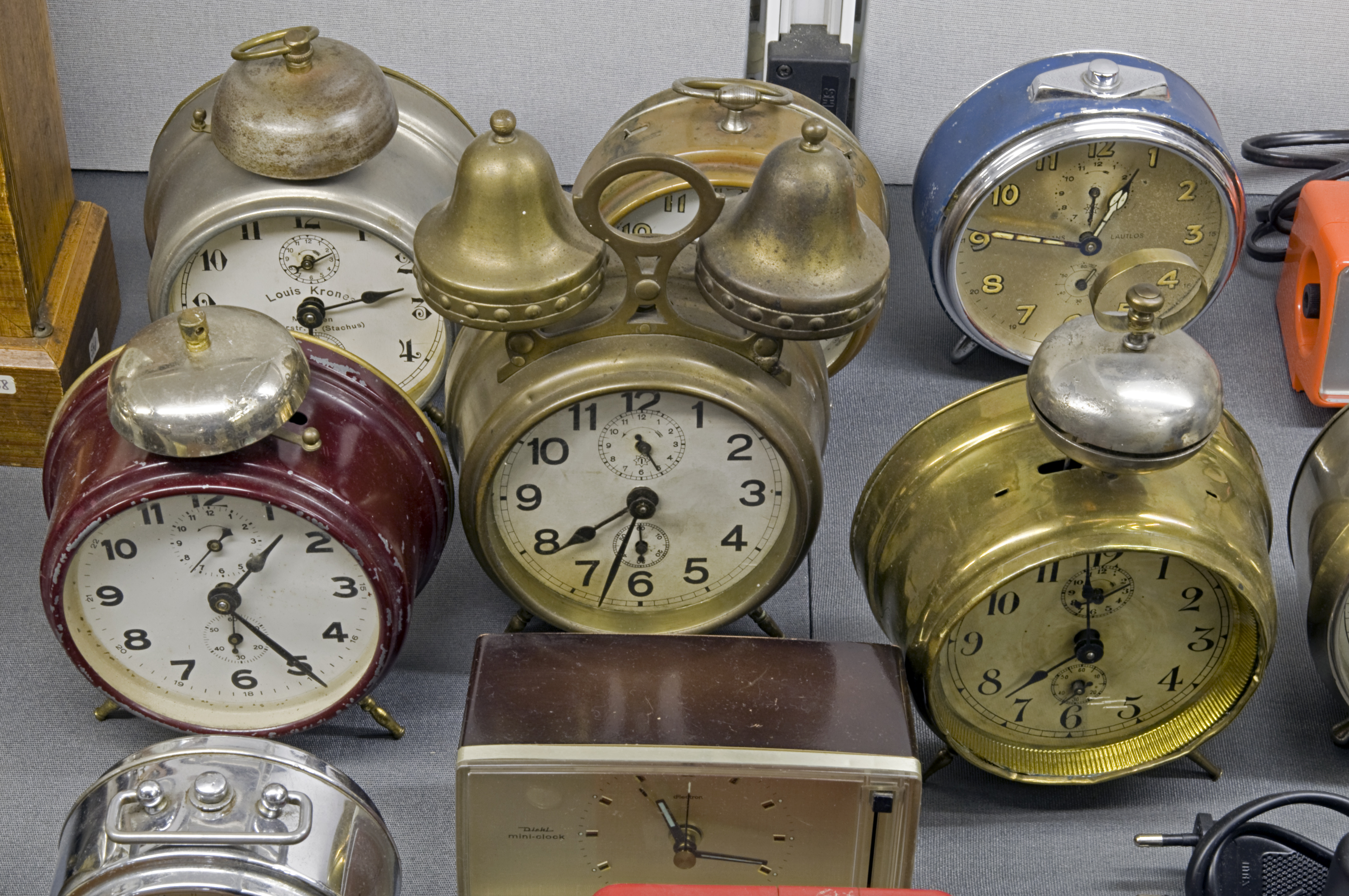
Mechanikus ébresztőórák

- Légnyomásváltozás hatására működő óra. Bennük az aneroid barométer légritka fémdobozához hasonló alkatrész a légnyomás változására az alakját változtatja, kidomborodik, és behorpad. A dobozhoz kapcsolódó emelő viszi át a mozgást a rugófelhúzó szerkezetre. Ezekben az órákban csak a rugó felhúzása történik a légnyomásváltozás segítségével.
- Négyszáz napos óra. Ingájuk vízszintes síkban elforduló súlyos korong, amely a felfüggesztő vékony célszalagvilla és a vezetőtű segítségével működteti a gátszerkezetet. A korong lassan jobbra-balra fordul. Az ilyen ingánál a Föld nehézségi erejét a felfüggesztő szál rugalmassága helyettesíti.
- Gőzóra. Vancouverben az utcán látható. Gőzgép hajtja, ingás gátszerkezete van. Az egész órákat dudálással jelzi. Kuriózum!
- Árapály-óra: elsősorban hajósoknak, tengerparton élőknek fontos tudniuk a következő dagály vagy apály időpontját, ami 6 óra 12 percenként következik, az óra ezt grafikus szimbólumokkal, illetve a hátralévő idő mutatásával jelzi.

### Speciális órák
- Ellenőrző óra. Bizonyos munkakörökben hordanak ellenőrzőórát (vagyonőrök, portások). Az ilyen órákban hosszú, feltekert papírlap van. Az ugyanúgy forog, mint az óra mutatója. A biztonsági őr annak bizonyítására, hogy adott időben, adott helyen járt, a számára kijelölt helyen egy kulccsal az óráján egyet fordít, ekkor az óramű belsejében lévő tű a papírszalagon jelzést hagy. A papírszalagon az órák és a percek meg vannak jelölve.

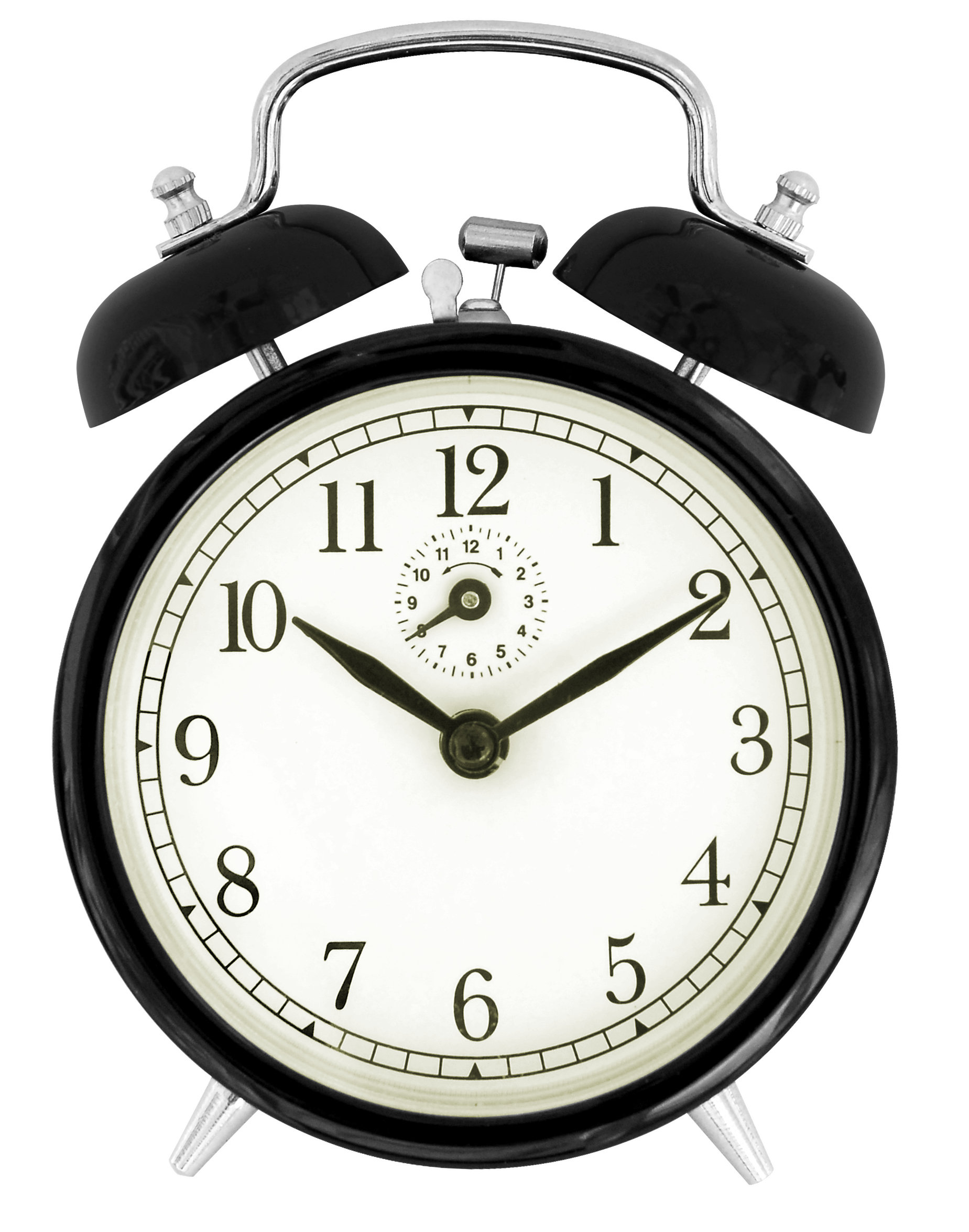
Hagyományos, felhúzható, rugós ébresztőóra

- Az ébresztőóra (német eredetű szóval vekker) olyan óra, amelyet arra terveztek, hogy egy egyént vagy embercsoportot riasztson egy meghatározott időpontban. Ezeknek az óráknak az elsődleges feladata, hogy felébresszék az embereket álmukból vagy szunyókálásukból. Az ilyen órák esetleg egyéb emlékeztetésre is felhasználhatók. Az ébresztőórák tetszőleges időpontban hosszabb-rövidebb ideig, vagy bizonyos türelmi idő után hangot adnak (csengetés, berregés, sípolás) vagy rádiót (esetleg lámpát) kapcsolnak be. Régebben mechanikus ütőszerkezetet hoztak működésbe, amely dallamot játszott.

- Stopperóra. Az első 1766-ban készült. A stoppergomb benyomására indul és áll meg, részidő mérésére is alkalmas. A rattrapant stopper nagymutatója másodpercenként háromszor fut körbe. Ballisztikai mérésekre (lövedék repülési idejének meghatározására), illetve sportversenyeken a versenyzők idejének mérésére használják. Rangosabb versenyeken ma már a pontossági és adattovábbítási igények miatt csak érzékelőkkel működő elektromos stoppereket használnak.
- Orvos-óra. Az 1800-as évek végén és az 1900-as évek elején készített zsebóratípus, amelyen a másodpercmutató a 12-esről indítható volt stopperszerűen, de "gyűjtő" nem volt a stopperhez. A pulzusméréseket könnyítették meg vele.
- Parkolóóra. Városokban, autók parkolására kijelölt közterületeken a gépkocsik várakozási idejének mérésére szolgáló műszer. A fizetés pénzérmék parkolóórába való bedobásával történik. Ezzel adott időre szóló jegyet lehet vásárolni. Újabban a parkolóban vagy ahhoz közel eső területen központi berendezésből is lehet a parkolás díját megváltani, illetve megvalósult egy SMS küldésével is a fizetés.
- Virágóra. A közparkokban, közterületeken a látvány színesítésére elhelyezett ún. utcabútorzat. Már a középkorban is készítettek virágórákat.

## Kijelzés szerint

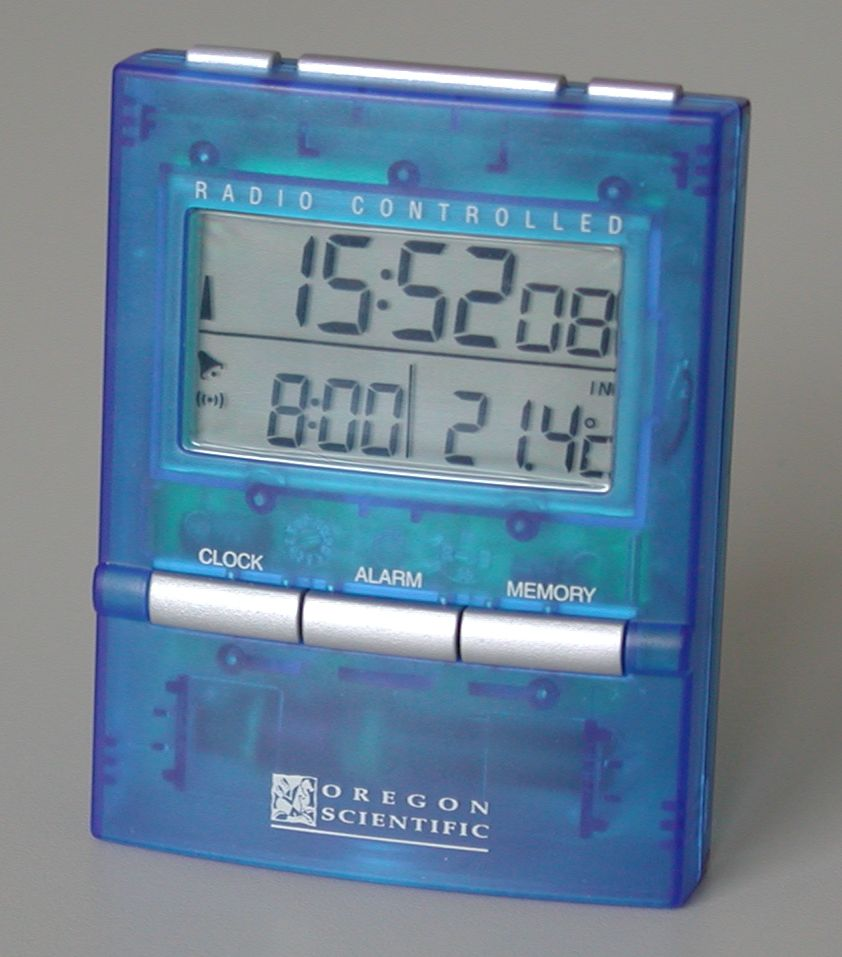
Digitális kijelzésű rádióvezérelt óra

A kijelzésen azt értjük, miképp tudjuk az időt (illetve a számlapot) leolvasni. Fajtái az analóg és a digitális kijelzés. Az analóg óra esetén az időt általában mutatók, vagy más, az idővel arányosan mozgó alkatrész mutatja. A digitális esetén az idő számjegyekkel van kiírva, és a kiírás ugrásszerűen változik.

### Analóg óra
Az első toronyórák csak ütéssel jeleztek. A számlapos órákon kezdetben csak egy óramutató forgott körbe. Később az órák és a percek külön mutatókat kaptak. Megszokás alapján a nagymutatóról a perceket, a kismutatóról az órákat olvassuk le. A mutatókkal való jelzést analógnak mondjuk, mert a mutatók elfordulási szöge arányos az eltelt idővel.

### Digitális óra

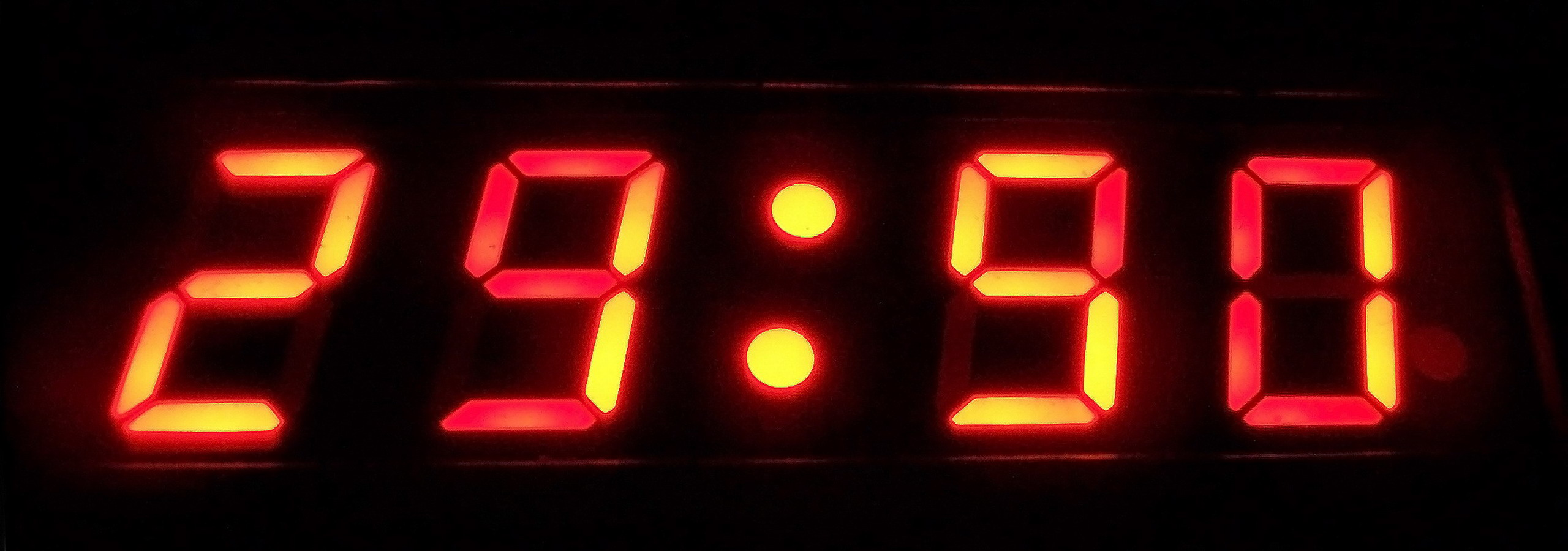
Digitális kijelző számokat vált

A digitális, azaz számjegyes kijelzést több száz éve ismerik, de sokáig nem terjedt el. A két világháború között olyan mechanikus karórák is voltak, amelyekben kis ablakban jelentek meg a számok. Ezek leolvasása könnyebb volt rossz látási viszonyok között. A világító diódák működése a gallium-arzenid ama tulajdonságán alapul, hogy az elektromos feszültség hatására világít. Más rendszerű a ma elterjedt folyadékkristályos kijelzők (LCD) alkalmazása. Ebben a molekulák elhelyezkedését feszültséggel befolyásolni lehet, amik a rájuk eső fényt visszaverik. Sötétben a leolvasáshoz fényforrásra van szükség (a modernebb órák ezért kis fényforrást is tartalmaznak). Mindkét rendszerű órában a számok függőleges és vízszintes vonalakból alakulnak ki. LED-es karórát ma már keveset gyártanak, az LCD-hez viszonyított nagyobb energiafogyasztása miatt, azonban rádiós ébresztőórákban praktikus a használata, mivel ennek fénye sötétben is jól látható. A rádióhoz többnyire amúgy is szükséges hálózati feszültség biztosítja az óra (sokkal kisebb) energiával való ellátását.
A mechanikus kvarcórákban az órát, a percet léptetőmotorral hajtott mutatórendszer analóg módon jelzi ki. A másodperc, a dátum vagy más adat általában külön gomb benyomásával ugrik be. A teljesen digitális felépítésű kvarcórában a nyomógombokon kívül nincs más mozgó alkatrész.

## Az óra mint dísztárgy

### Híres órák
Néhány ismertebb darab az elmúlt századokból:
- Unikornist, egyszarvút ábrázoló óra. Augsburgban a 16. században készült mű. Szerkezete az óra talapzatában található. Előkelő, gazdag emberek házát díszítette.
- Néger és kutya múzeumi látványosság. Szintén augsburgi munka. Felső részén éggömb forog el, az alak pálcája mutatja az égi egyenlítőn sorakozó számokat (azaz ennek digitális kijelzője van). A jelzett idő akkor nem volt pontos. Az óraigazítás napórához történt. Készítési ideje a 15. század. Ennek a rugóhúzású órának a szerkezetében már megtalálhatjuk a kanáljáratot. Ez egy főzőkanálra emlékeztető alkatrész. Perdülésekor disznósörtébe ütközve járása rugalmasabb, simább. Később az ilyen típusú órát átalakították modernebb járatúra.
- Laterna magica – vetítőóra. Éjszakai óra és szobadíszként is szolgált. Körvonalai ókori görög vázára emlékeztettek. A belsejében volt az óraszerkezet. A kívülről látható számlap mögött olajlámpa égett.

### Különleges órák
- Trükkös órák: Világítottak, vagy működésükkel szórakoztatták a látogatókat. Láncon leereszkedő, vagy lejtőn leguruló óra ma már csak múzeumi darab.
- Világító órák: Világító számokkal, illetve számlapokkal is készítettek szép asztali órákat. Kedvelt volt az olyan éjszakai óra, ahol a számlap helyett bibliai jeleneteket ábrázoló képet helyeztek el. A felső részén üveggel fedett nyílás látszott, amely mögött üvegkorong forgott. Az üvegkorongokra festették a számokat, amit a mögötte lévő olajlámpa megvilágított. Az átvilágított szám felhívta magára a figyelmet. Teljes számlapot mutató éjszakai órát is készítettek. A sima üveglapokra festették a számokat, előtte az óramutató azt az órát jelezte, amelyet éppen letakart.

Az óratulajdonosok szívesen mutogatták meg vendégeiknek az óráikat. Ezért sok asztali órát úgy készítettek, hogy az óraház hátsó és felső oldalán ajtó nyíljon, a megcsodálás, illetve a felhúzás megkönnyítésére.
- Zenélő óra:

A 19. század volt a zenélő órák virágkora. Az órásmesterek alkotókedvüket szívesen csillogtatták zenélő szerkezetek készítésével. A harangjáték volt az első gépzenei szerkezet. Tornyok harangjaira kalapácsok ütöttek, s a kalapácsot mozgató szerkezetet mechanikus programvezérlés irányította. A zenélő zsebóra programadó készüléke a tűs henger. Sárgaréz, vagy acélhenger palástjából tűk álltak ki és forgás közben ezek a henger tengelyével párhuzamosan elhelyezett acélfésű fogaskerékfogait pengetik meg. A fésűfog hossza és vastagsága határozza meg a hangmagasságot. A lejátszandó dallamot a tűk megfelelő elhelyezésével lehet beprogramozni.
- Hangzópálcás zenélő zsebóra: Vékony keményacél pálcák végébe akad a programhenger tűje.
- Solothurnban található egy köztéri óra, mely 12 helyett csak 11 órát mutat.[2]

### Idegen nyelvű források
Német nyelven:
- www.dradio.de
- Watch-Wiki – Óralexikon Archiválva 2007. szeptember 26-i dátummal a Wayback Machine-ben
- www.uhren-reparaturen.com